# Perfeist bei Wasserliesch

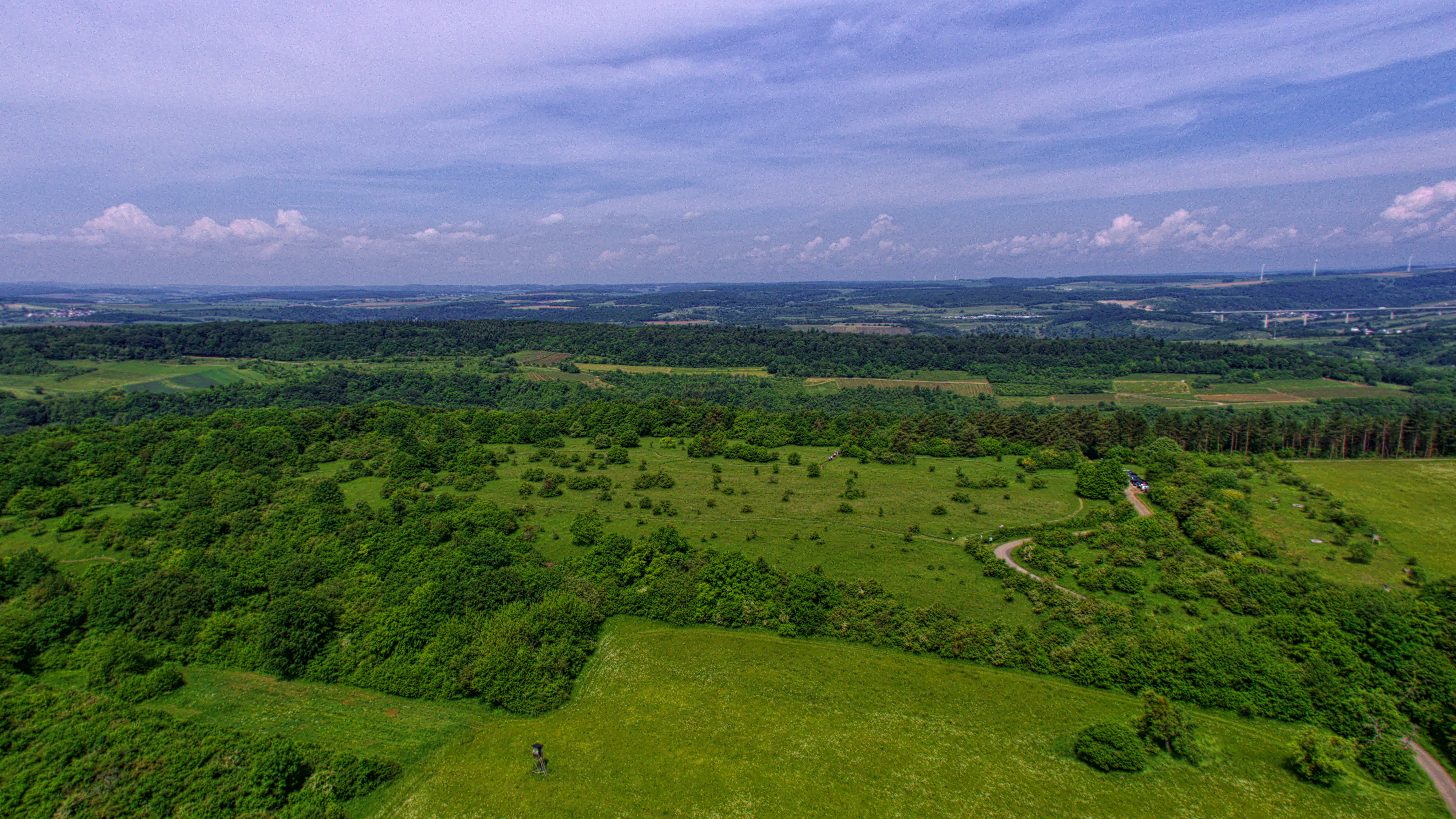
Gesamtüberblick – das Naturschutzgebiet liegt in der Mitte des Bildes links vom Weg bis zum linken Bildrand.

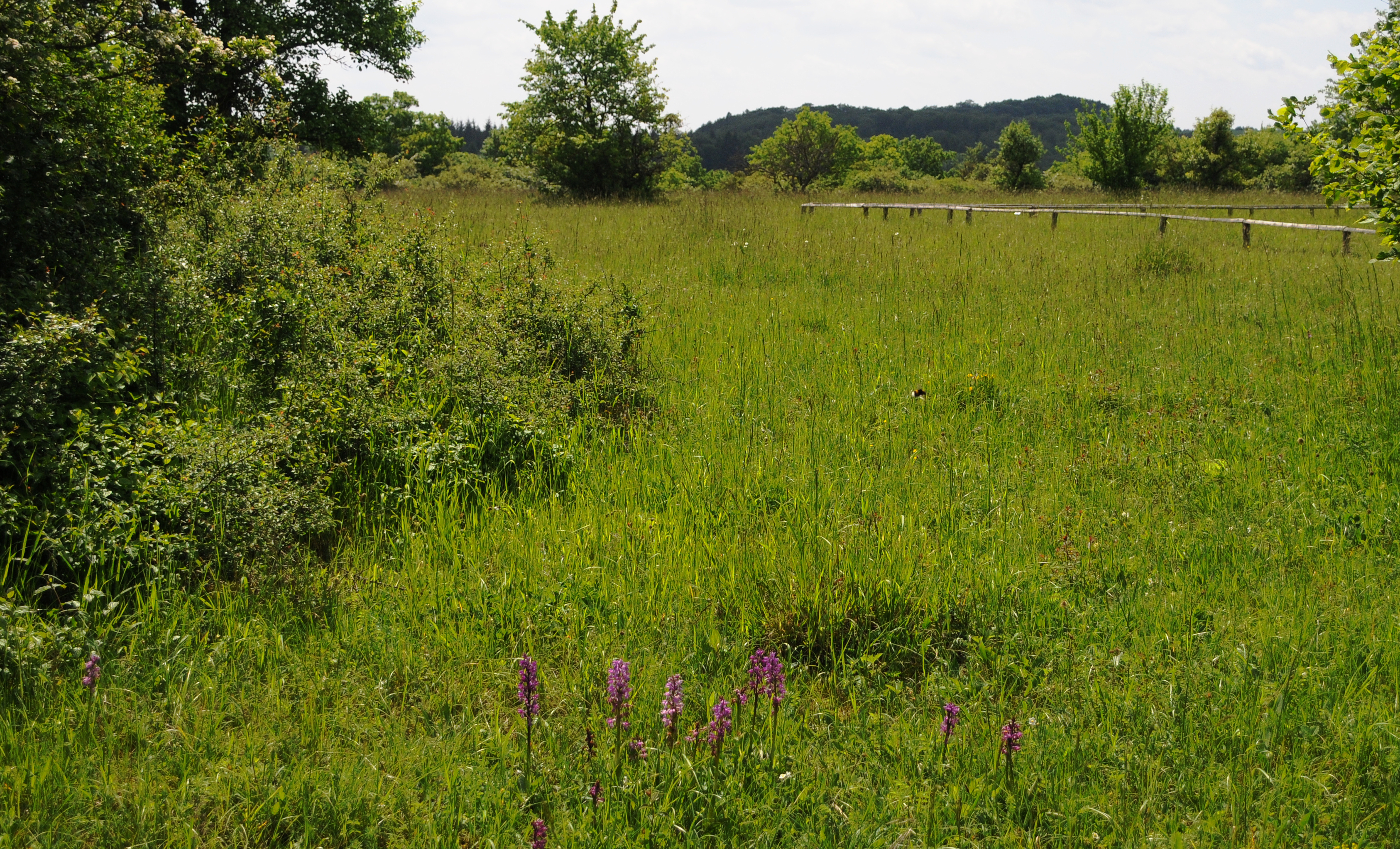
Orchideenwiese mit Manns-Knabenkraut. Im Hintergrund der Orchideenpfad

Der Name Perfeist bezeichnet ein 22 Hektar großes Naturschutzgebiet mit der amtlichen Bezeichnung Perfeist bei Wasserliesch. Das Gelände befindet sich innerhalb des Gemeindegebietes der Ortsgemeinde Wasserliesch in 330 m Meereshöhe auf dem Liescher Berg.
Im Jahre 1986 wurde das Gelände von der Bezirksregierung Trier als Naturschutzgebiet ausgewiesen, weil sich hier ein Lebensraum mit einzigartiger Flora und Fauna entwickelt hatte. Neben optimalen klimatischen Bedingungen schufen günstige Bodenverhältnisse, hier der so genannte Kalkmagerrasen, die Voraussetzungen für das Wachstum einer außerordentlichen Vielzahl von selten gewordenen Pflanzen- und Tierarten, vor allem geschützte Orchideenarten und -varietäten; beispielsweise Purpur-Knabenkraut, Ohnhorn, Bocks-Riemenzunge, Helm-Knabenkraut, Gewöhnliche Kuhschelle und für andere geschützte Pflanzenarten, wie Echte Schlüsselblume, Kornelkirsche, Thymian, Herbstzeitlose und Gelber Enzian.
Zur Erschließung des inzwischen überregional bekannt gewordenen Gebietes richtete die Gemeinde Wasserliesch mit Förderung der EU und des Landes Rheinland-Pfalz in den Jahren 2005 bis 2007 den Kultur- und Orchideenweg Wasserliesch als Wanderweg ein. Zwei Wanderrouten führen auf jeweils sechs Kilometer langen Rundwegen mit einem Höhenunterschied von 200 Metern über den Liescher Berg und machen das Naturschutzgebiet, das ansonsten nicht betreten werden darf, auf einer gekennzeichneten Wegstrecke für die Öffentlichkeit zugänglich. Vor dem Zugang zum Naturschutzgebiet Perfeist befindet sich ein Parkplatz mit einer Infotafel. Das Naturschutzgebiet liegt an der Etappe 3 des Fernwanderweges Moselsteig; sie führt über 22,5 Kilometer von Nittel nach Konz. Der Weg führt nach etwa einem Kilometer an der Löschemer Kapelle vorbei und erreicht nach ca. 1,5 Kilometer langem Abstieg bei Wasserliesch das Moseltal.

## Orchideen

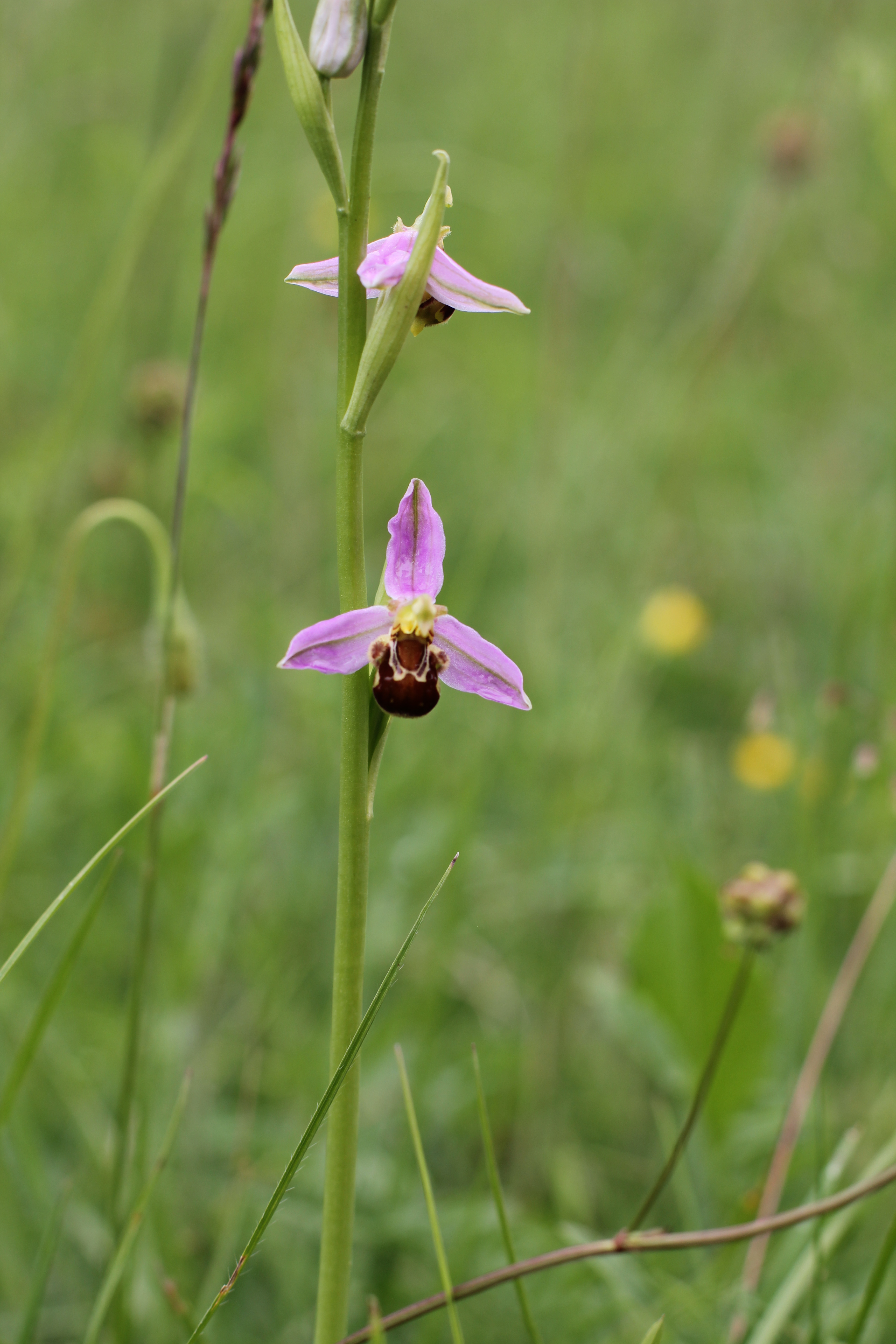
Bienen-Ragwurz (Ophrys apifera)
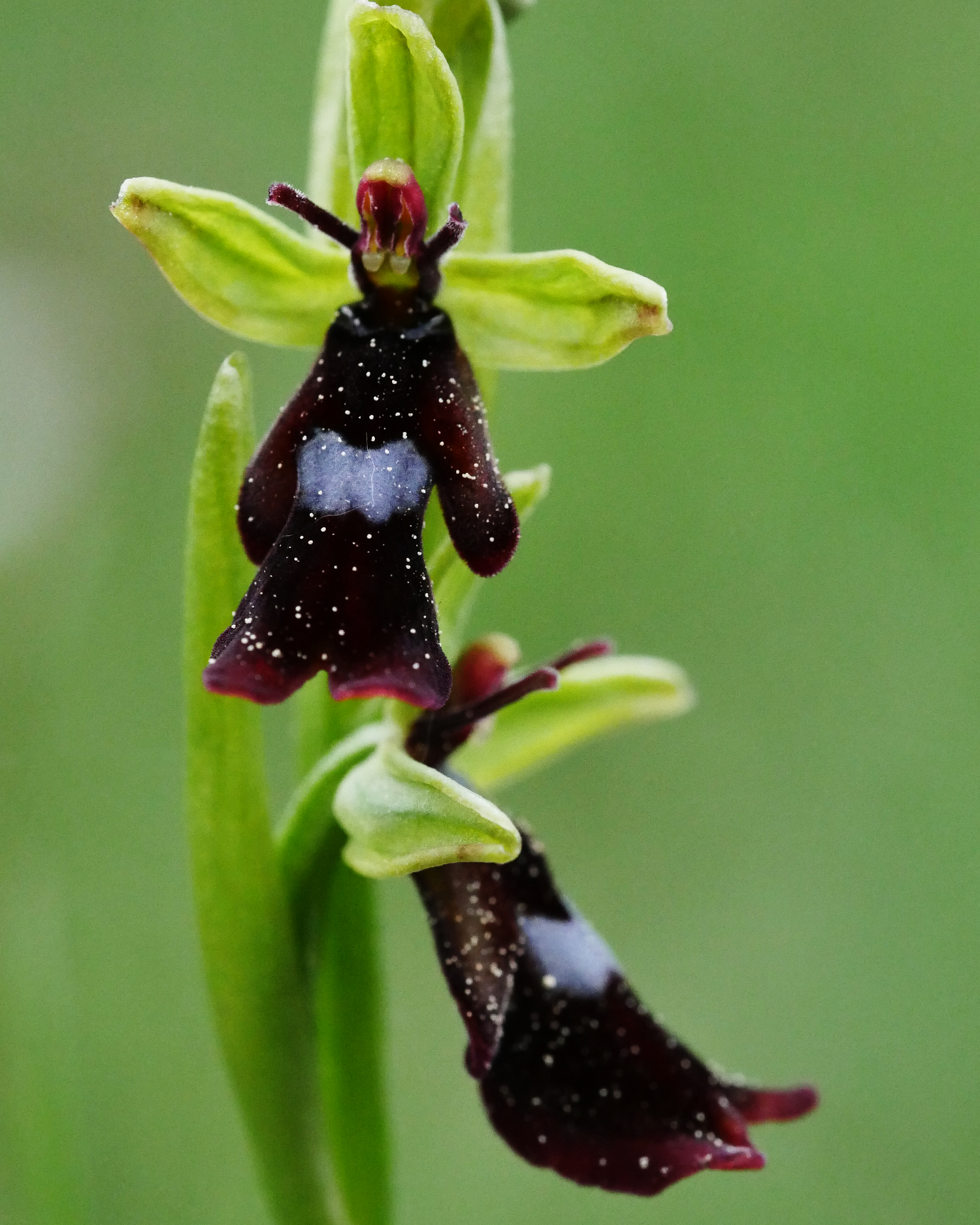
Fliegen-Ragwurz (Ophrys insectifera)
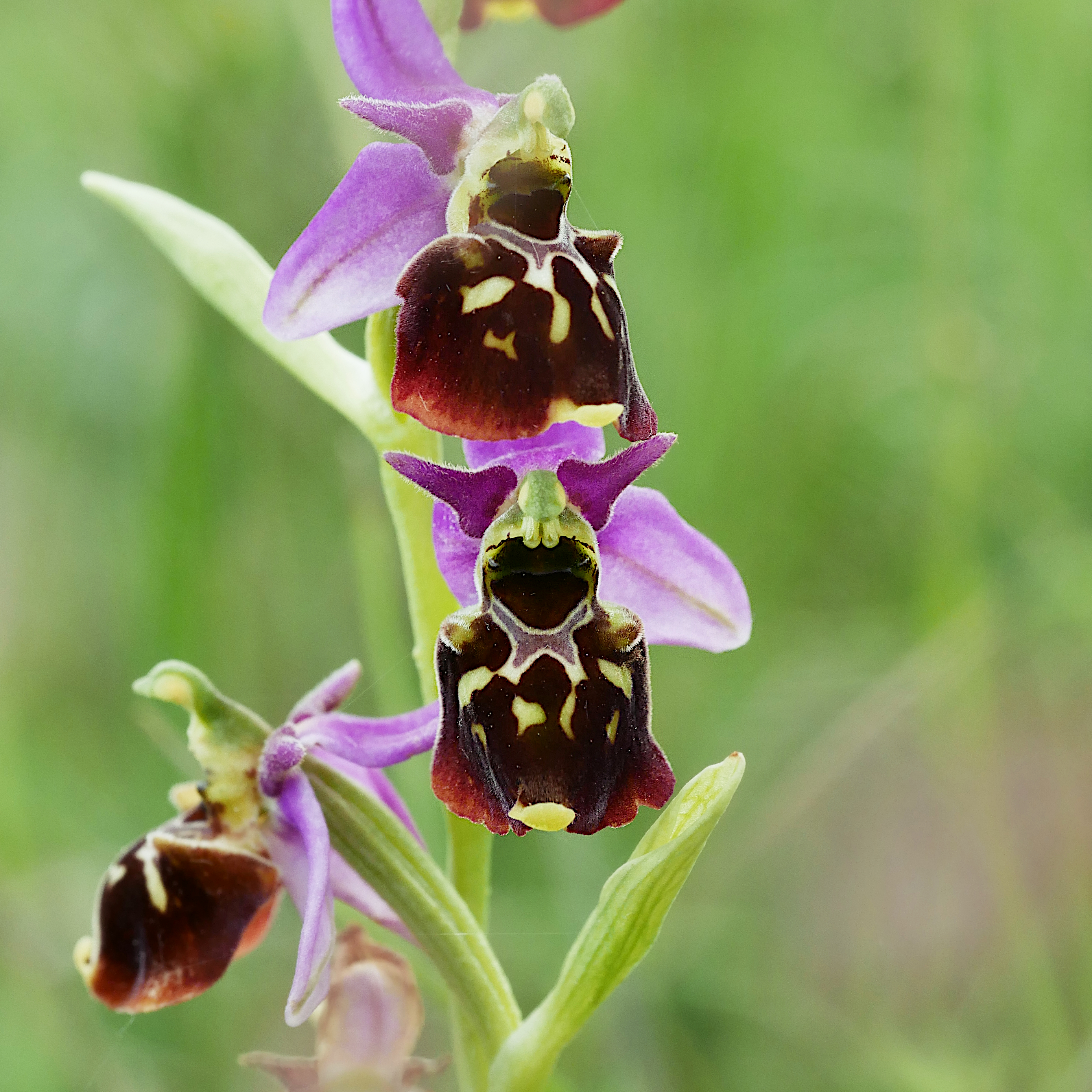
Hummel-Ragwurz (Ophrys insectifera)
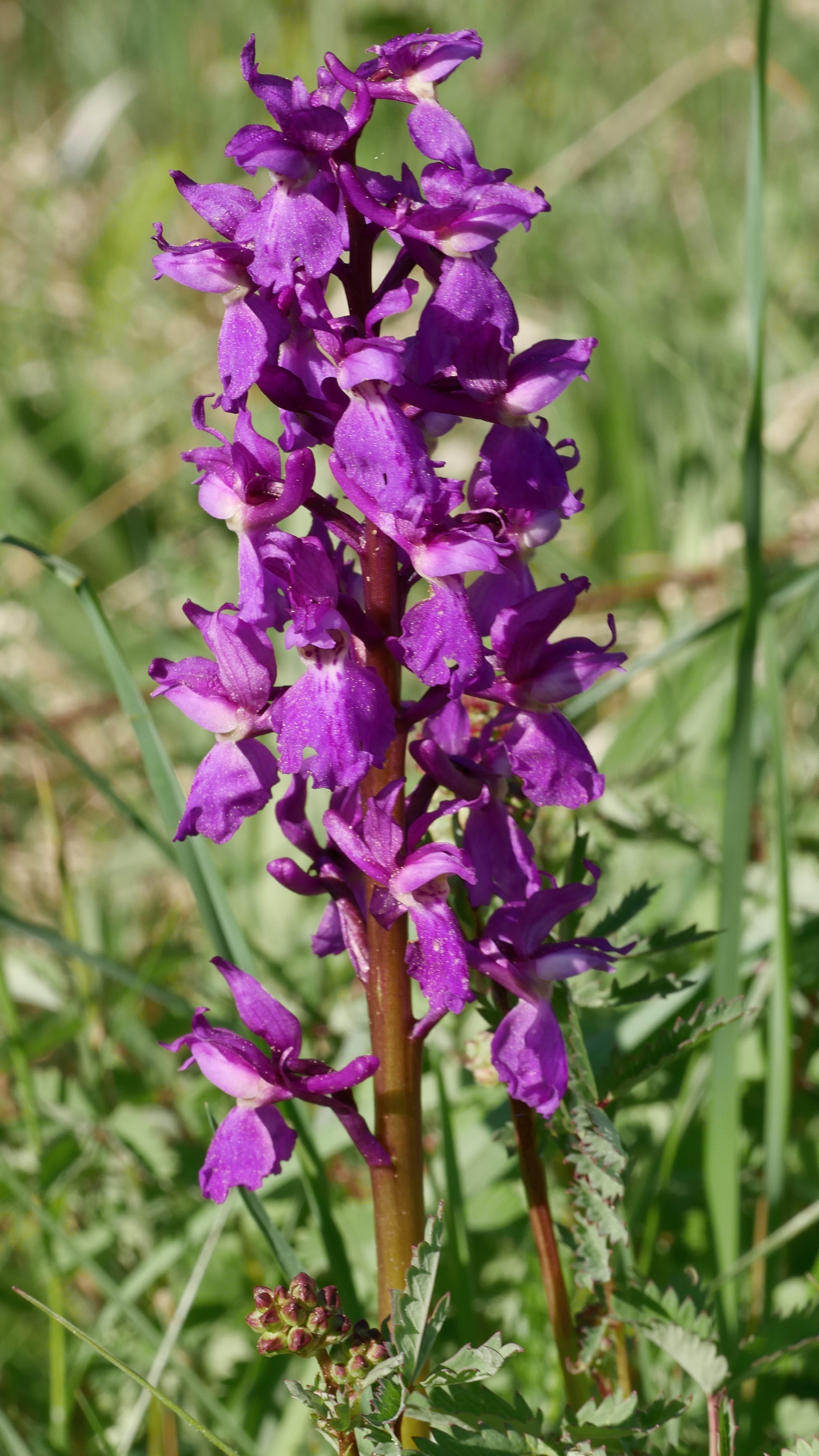
Manns-Knabenkraut (Orchis mascula)
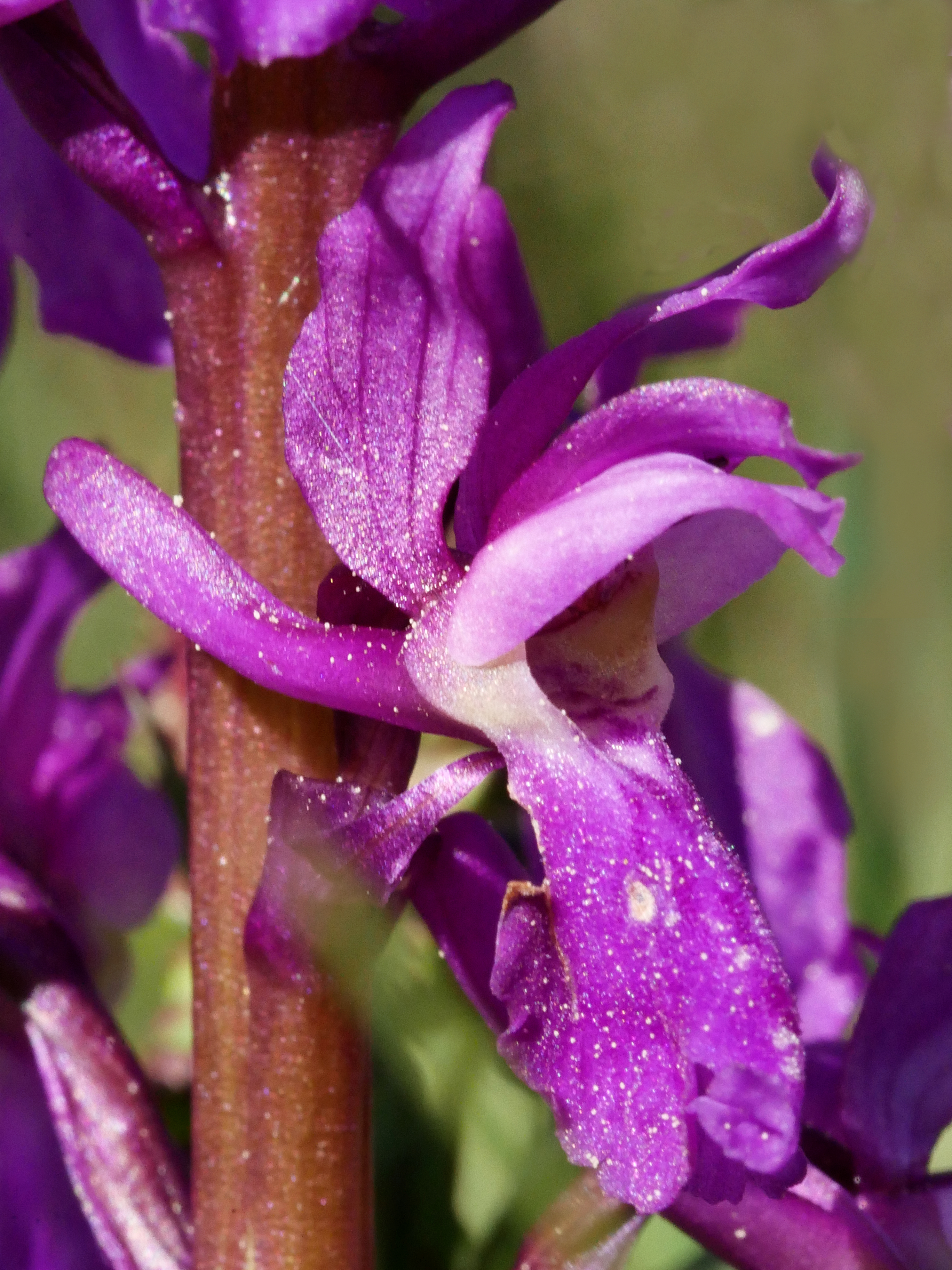
Manns-Knabenkraut (Orchis mascula)
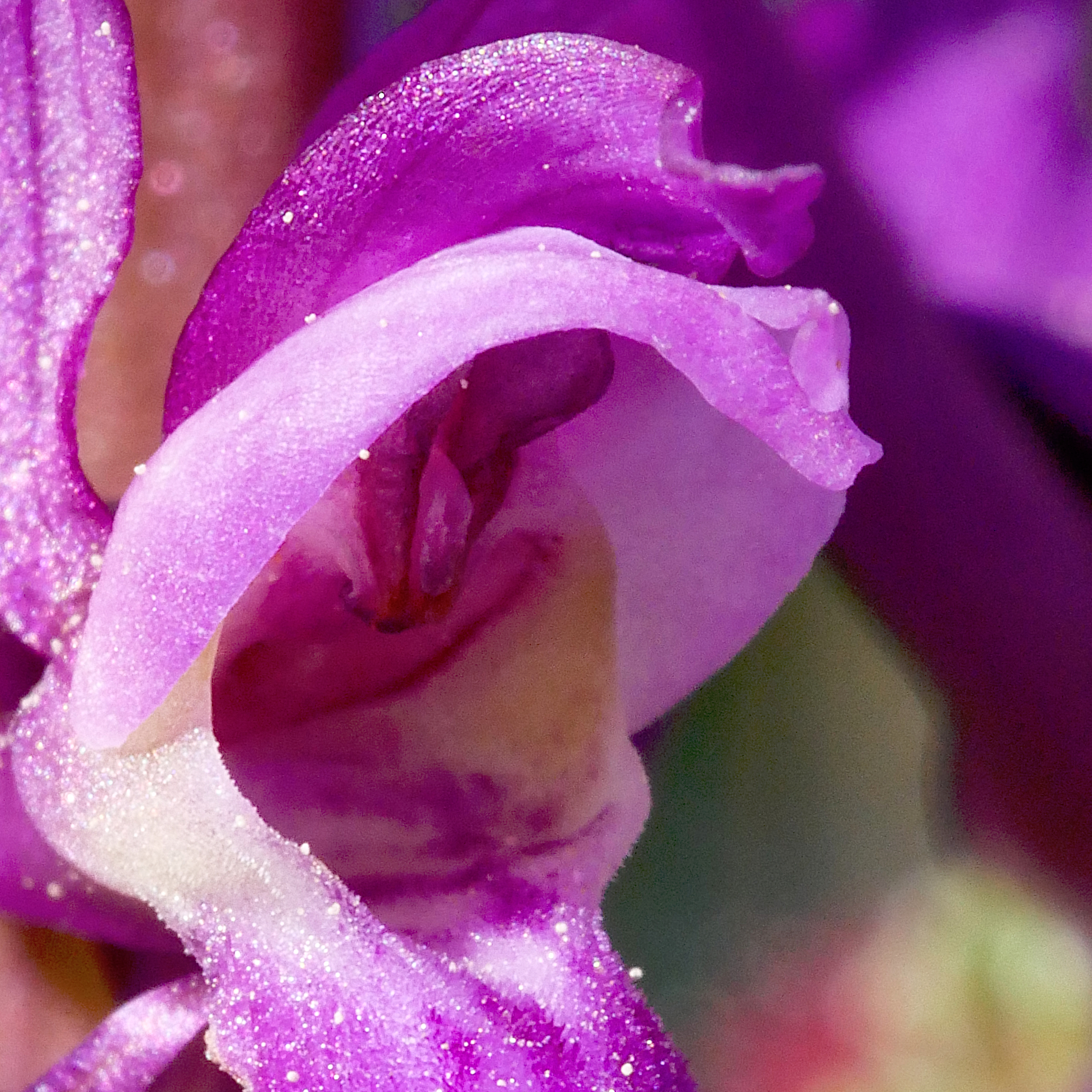
Manns-Knabenkraut (Orchis mascula)
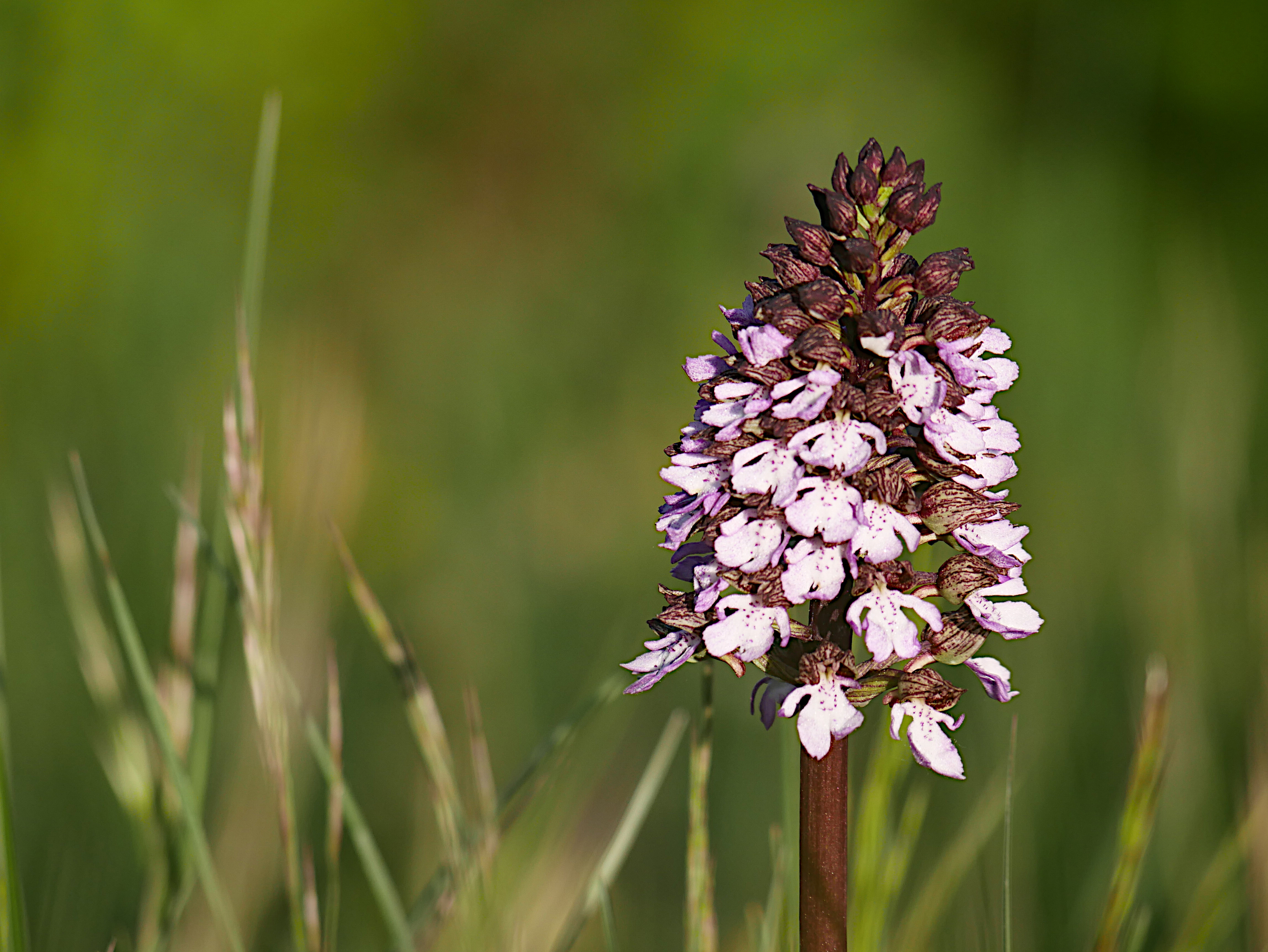
Purpur-Knabenkraut (Orchis purpurea)
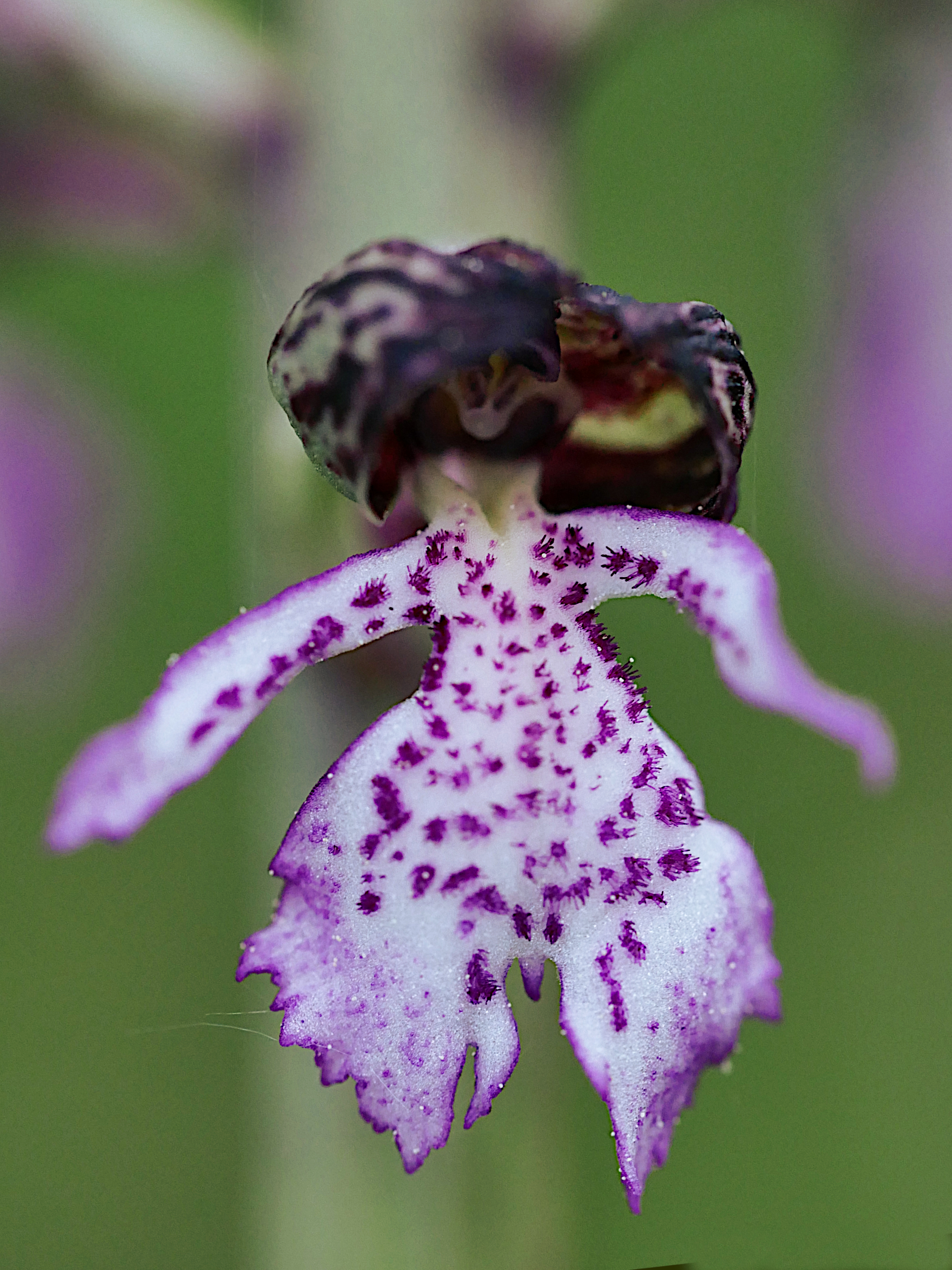
Purpur-Knabenkraut (Orchis purpurea)
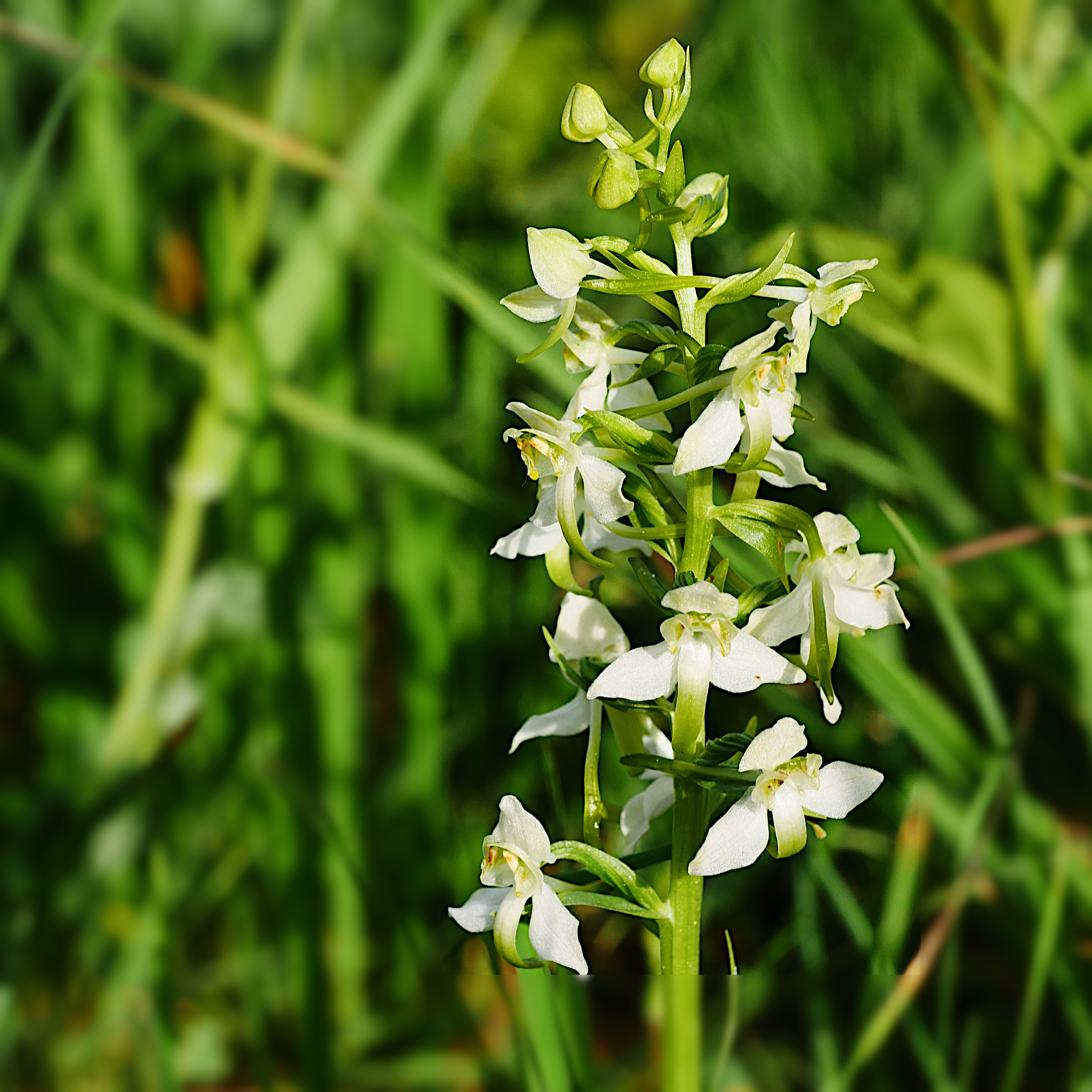
Grünliche Waldhyazinthe (Platanthera chlorantha)
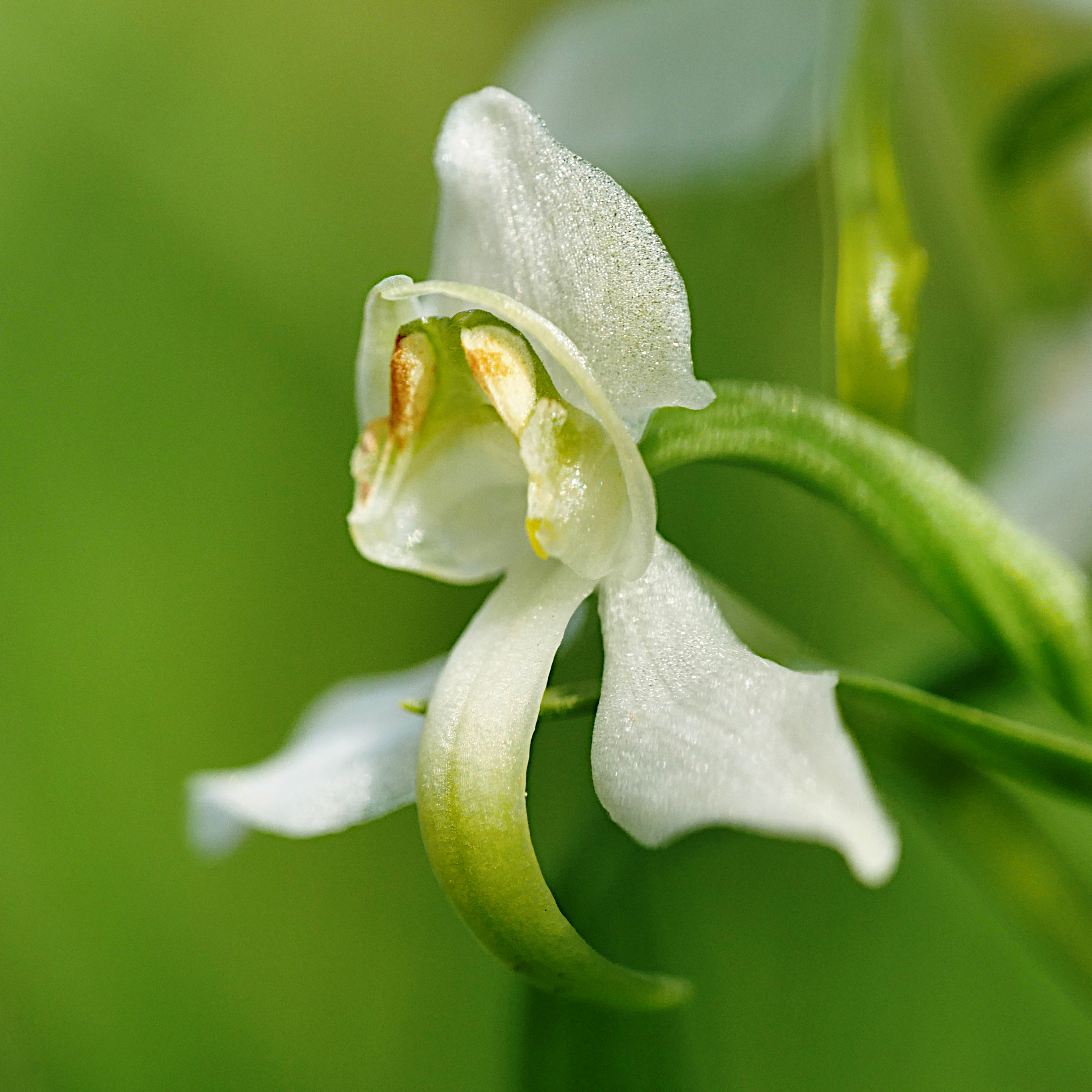
Grünliche Waldhyazinthe (Platanthera chlorantha)
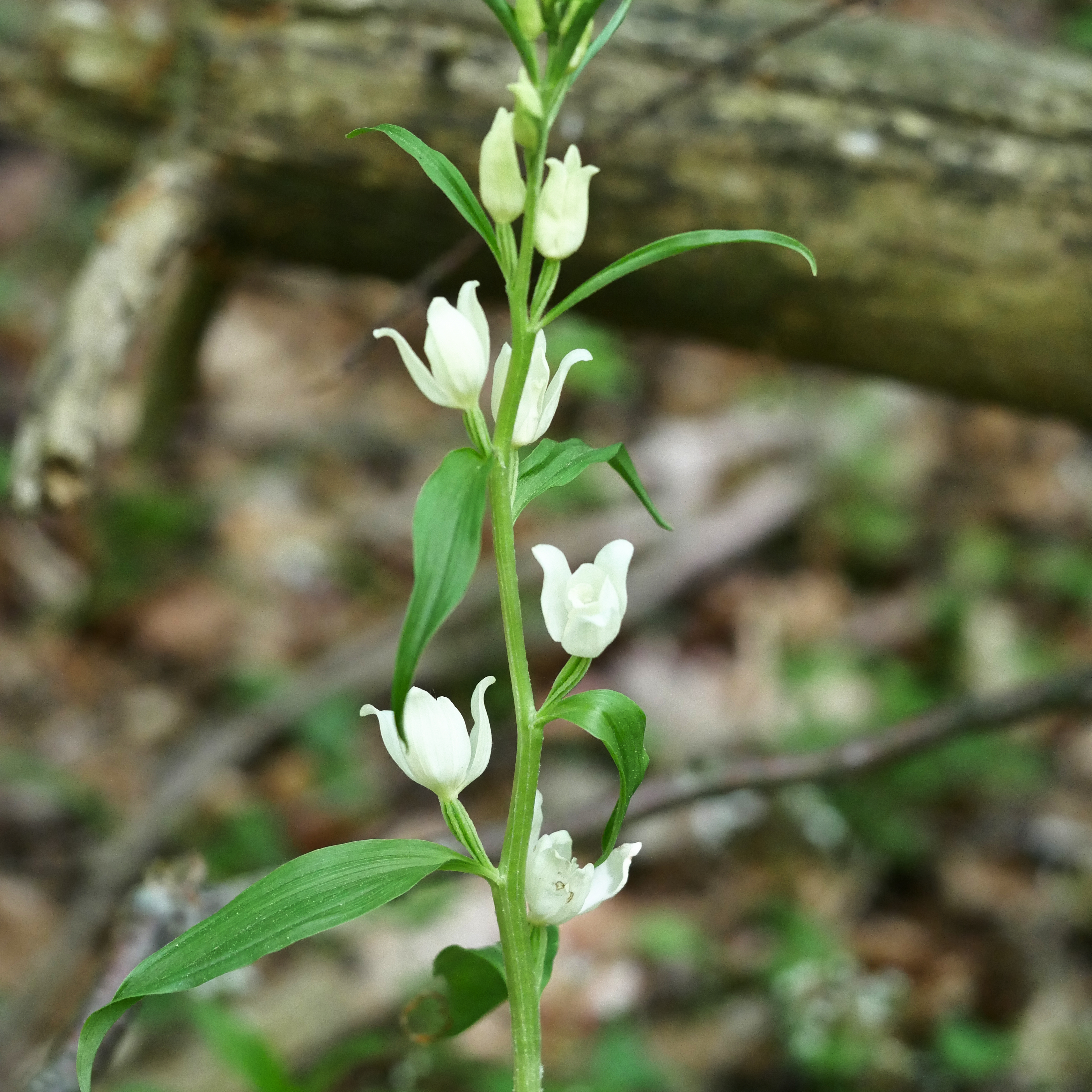
Weißes Waldvögelein (Cephalanthera damasonium)
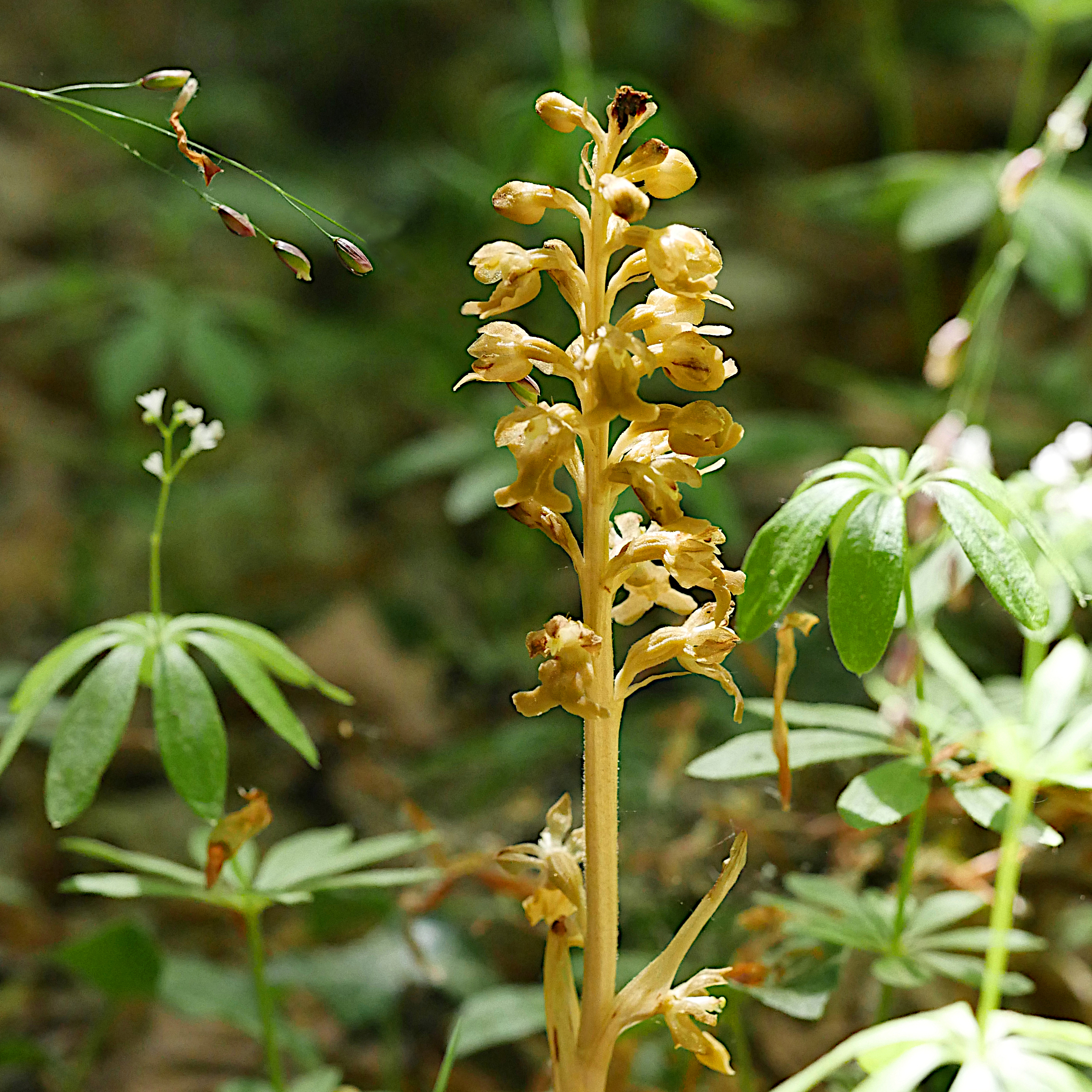
Vogel-Nestwurz (Neottia nidus-avis)
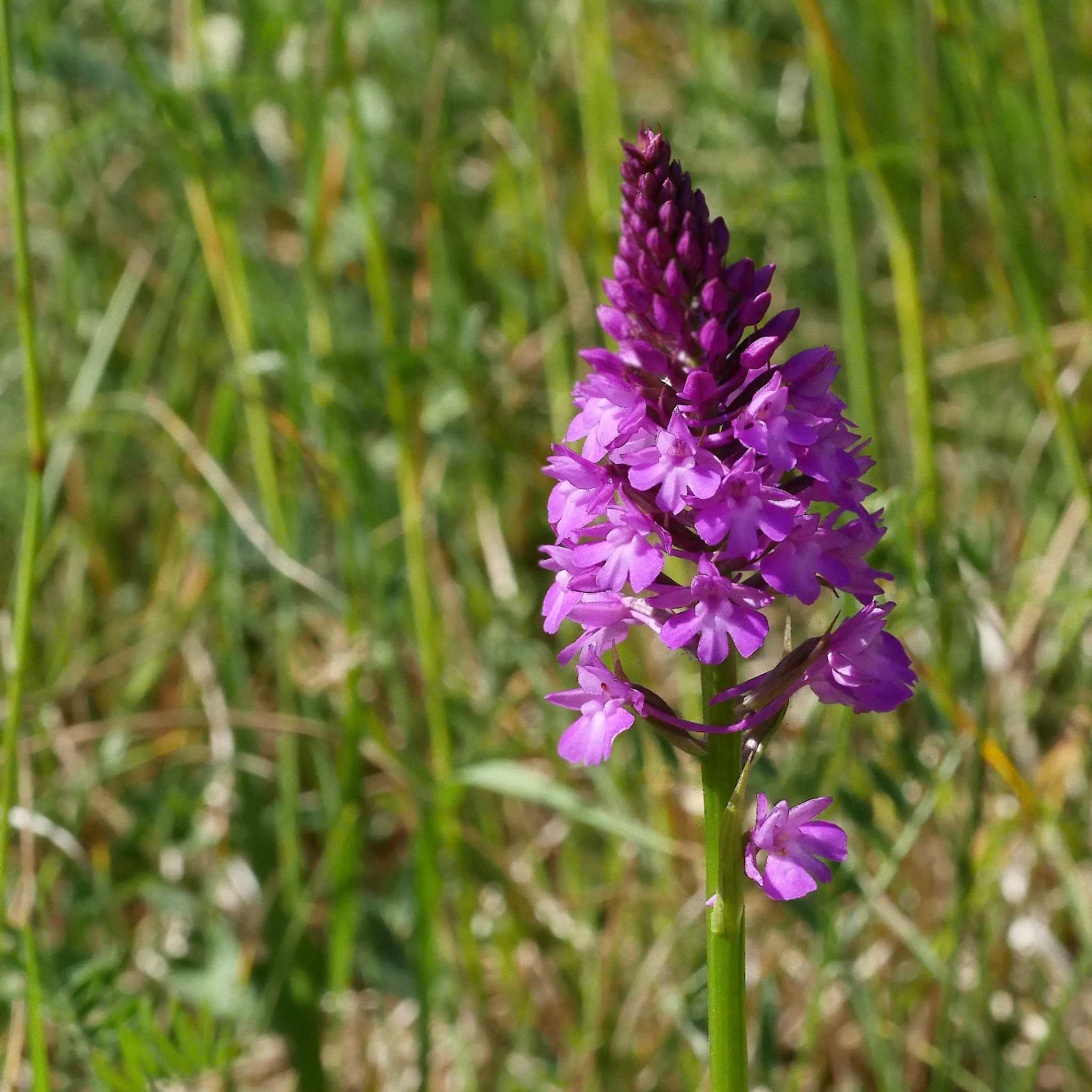
Pyramiden-Hundswurz (Anacamptis pyramidalis)
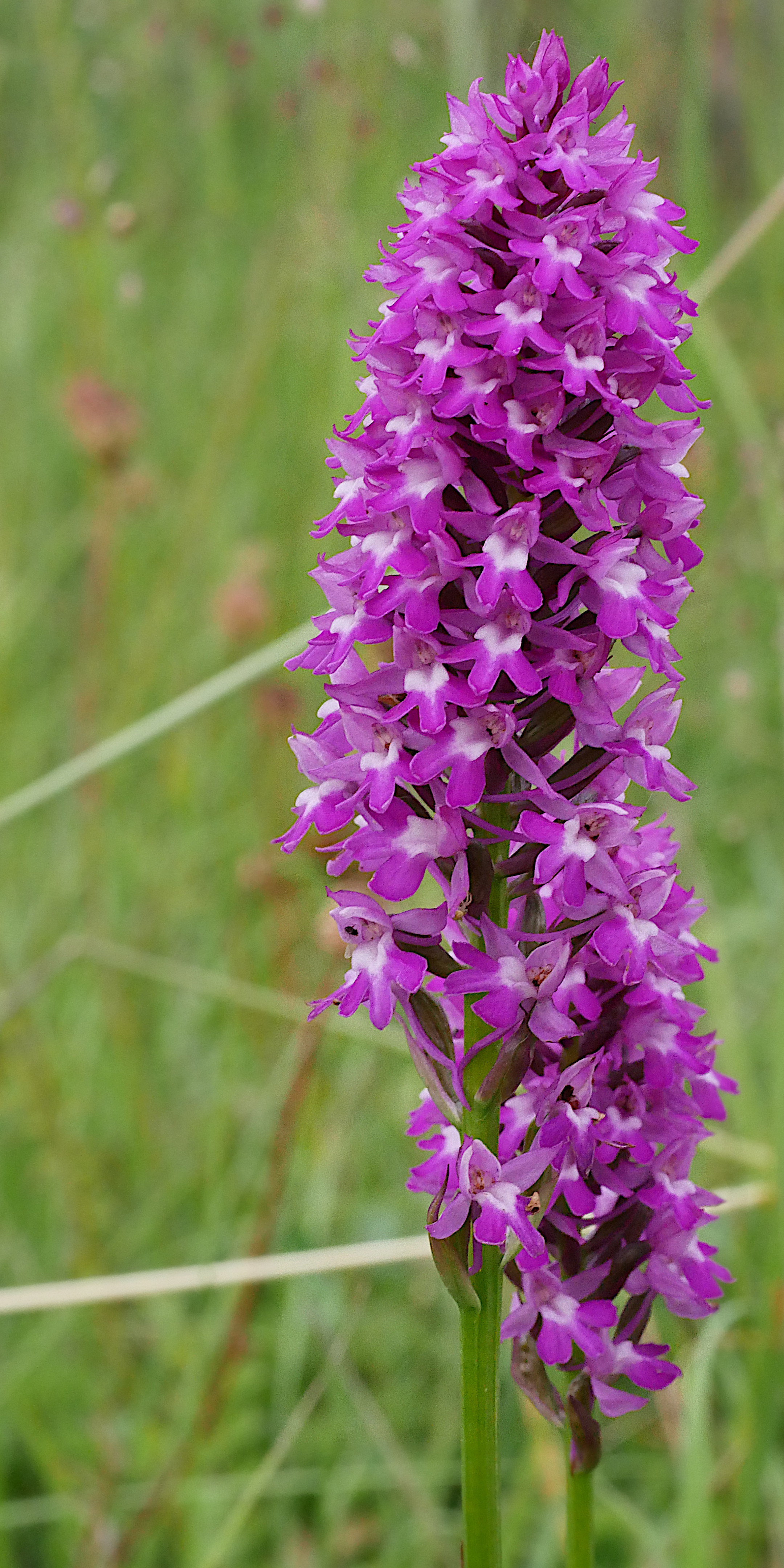
Pyramiden-Hundswurz (Anacamptis pyramidalis)

## Andere Pflanzen

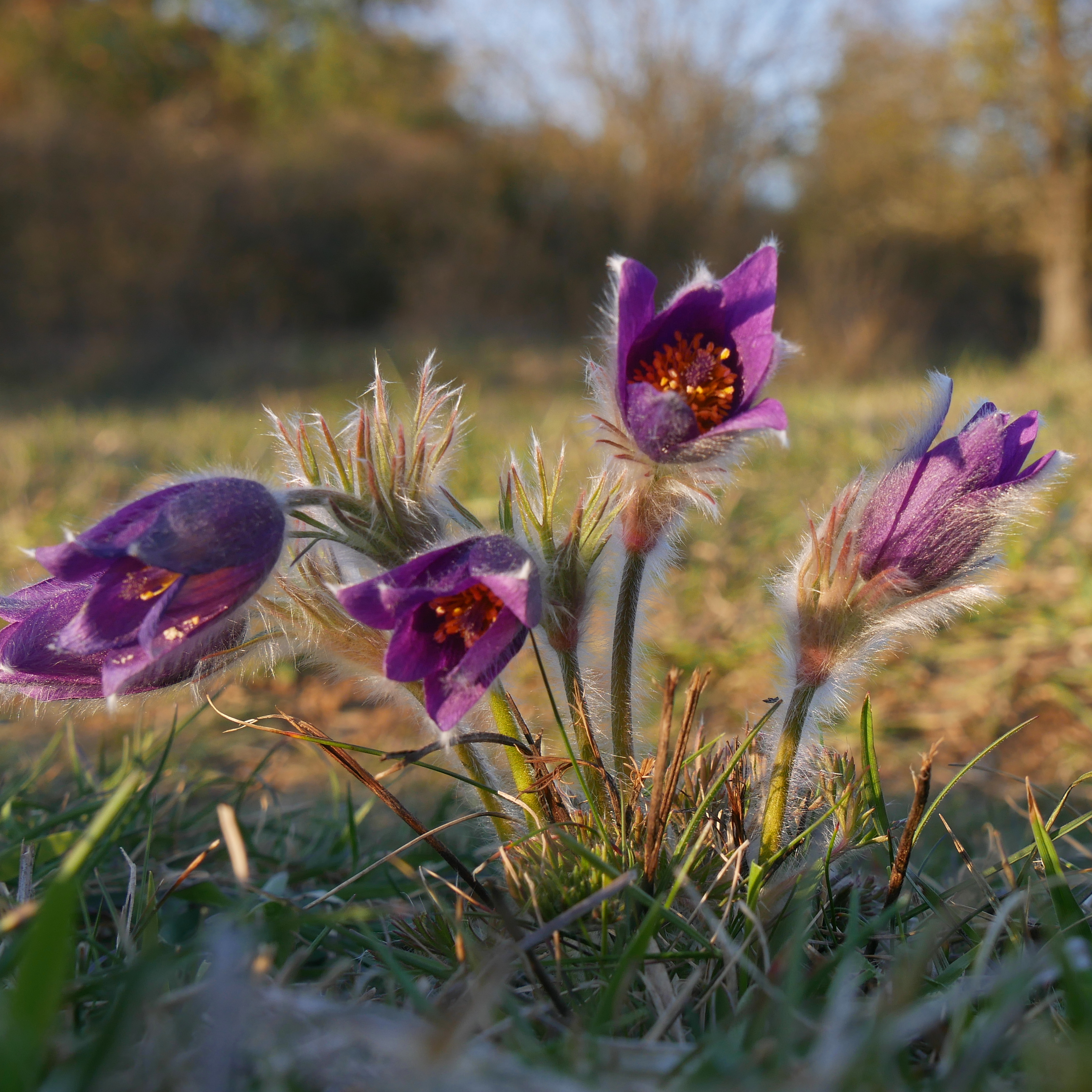
Gewöhnliche Kuhschelle (Pulsatilla vulgaris) im Habitat
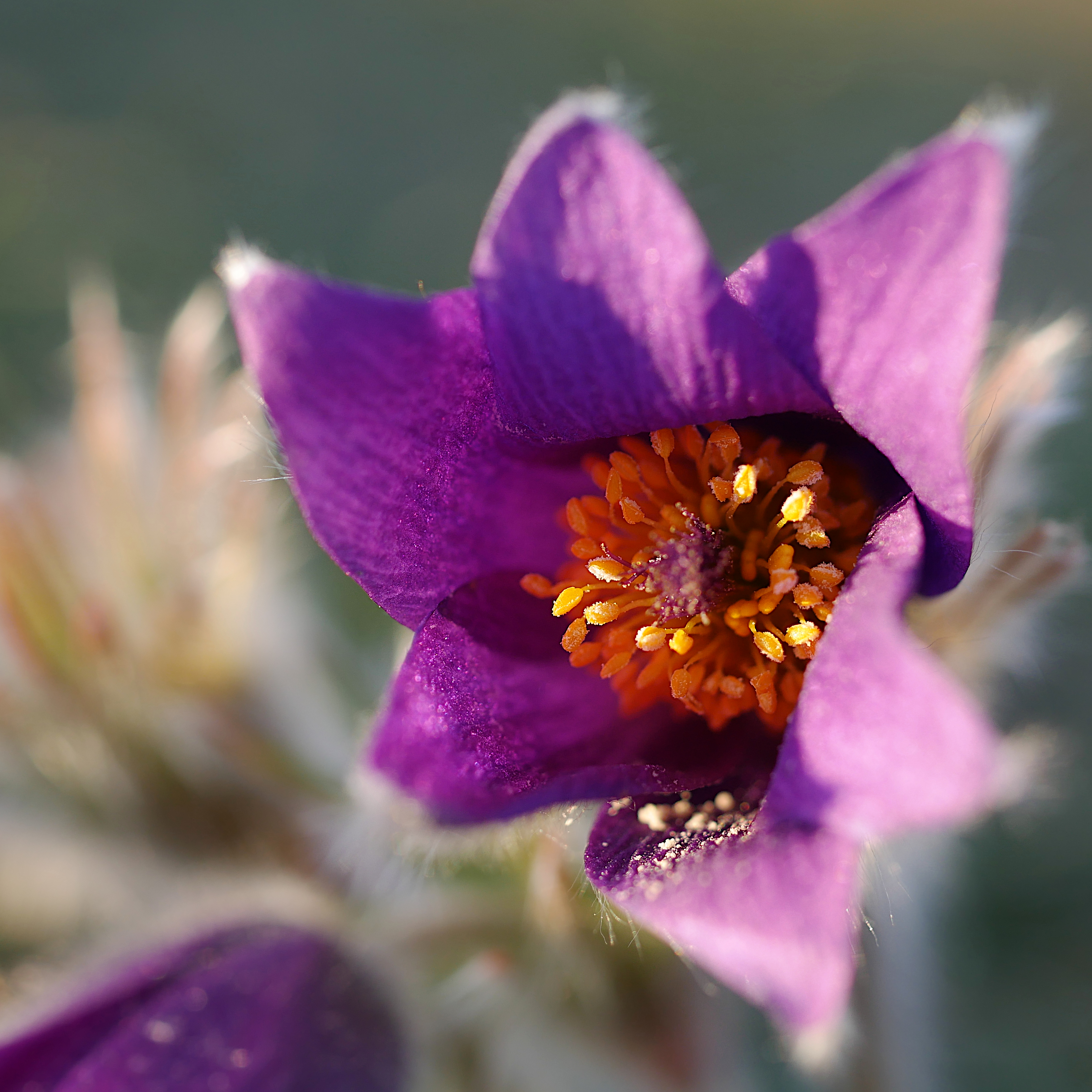
Gewöhnliche Kuhschelle Einzelblüte
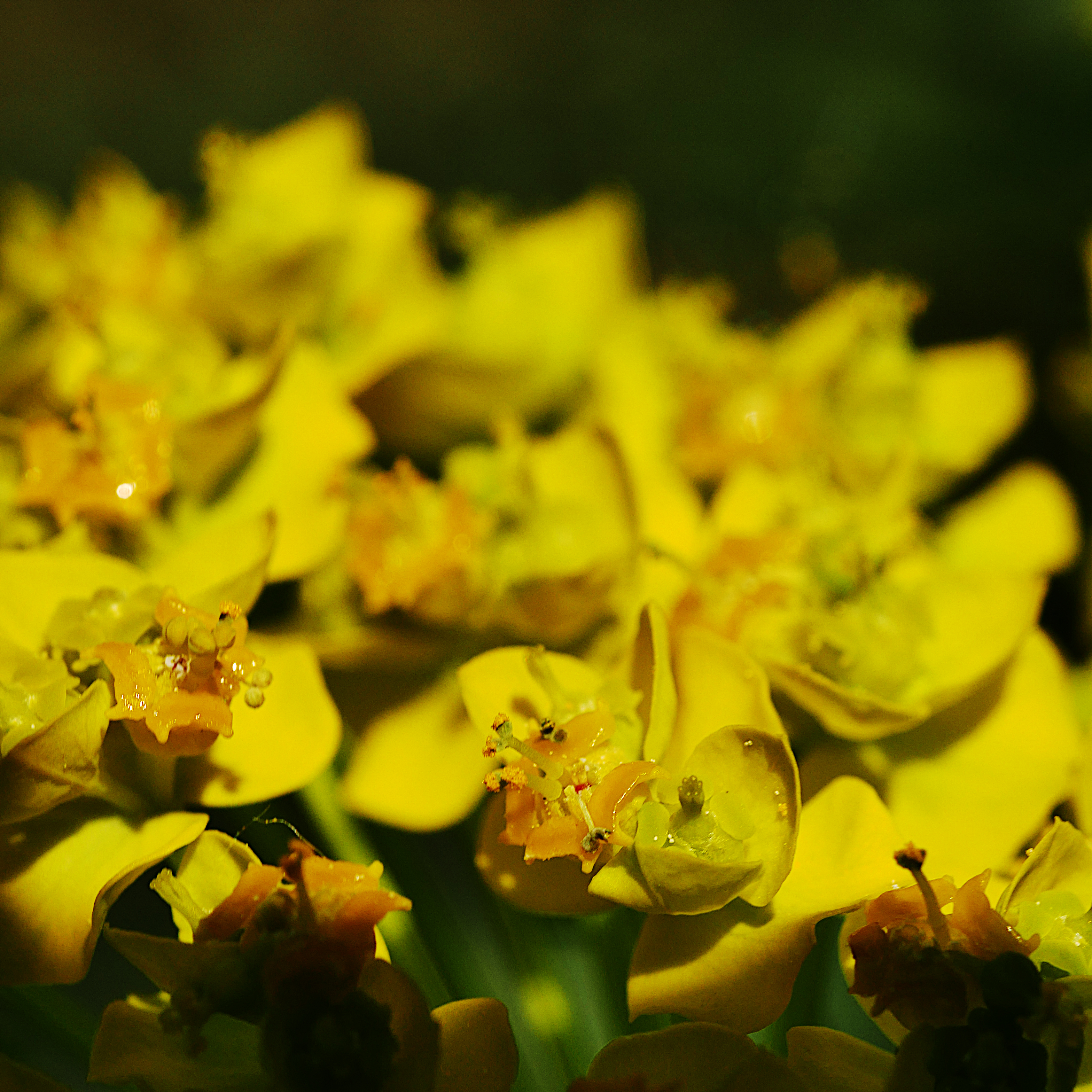
Zypressen-Wolfsmilch (Euphorbia cyparissias)
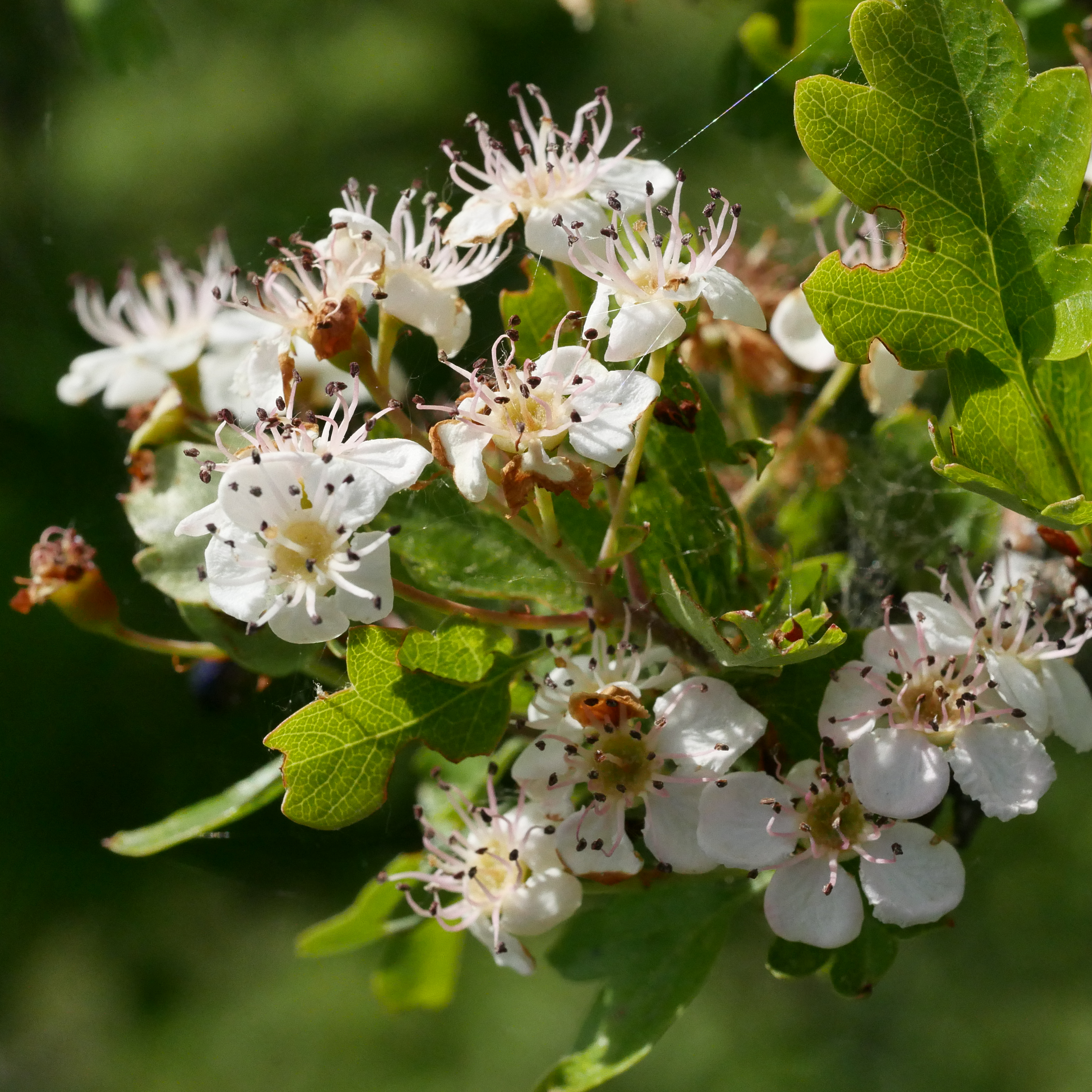
Eingriffeliger Weißdorn (Crataegus monogyna)
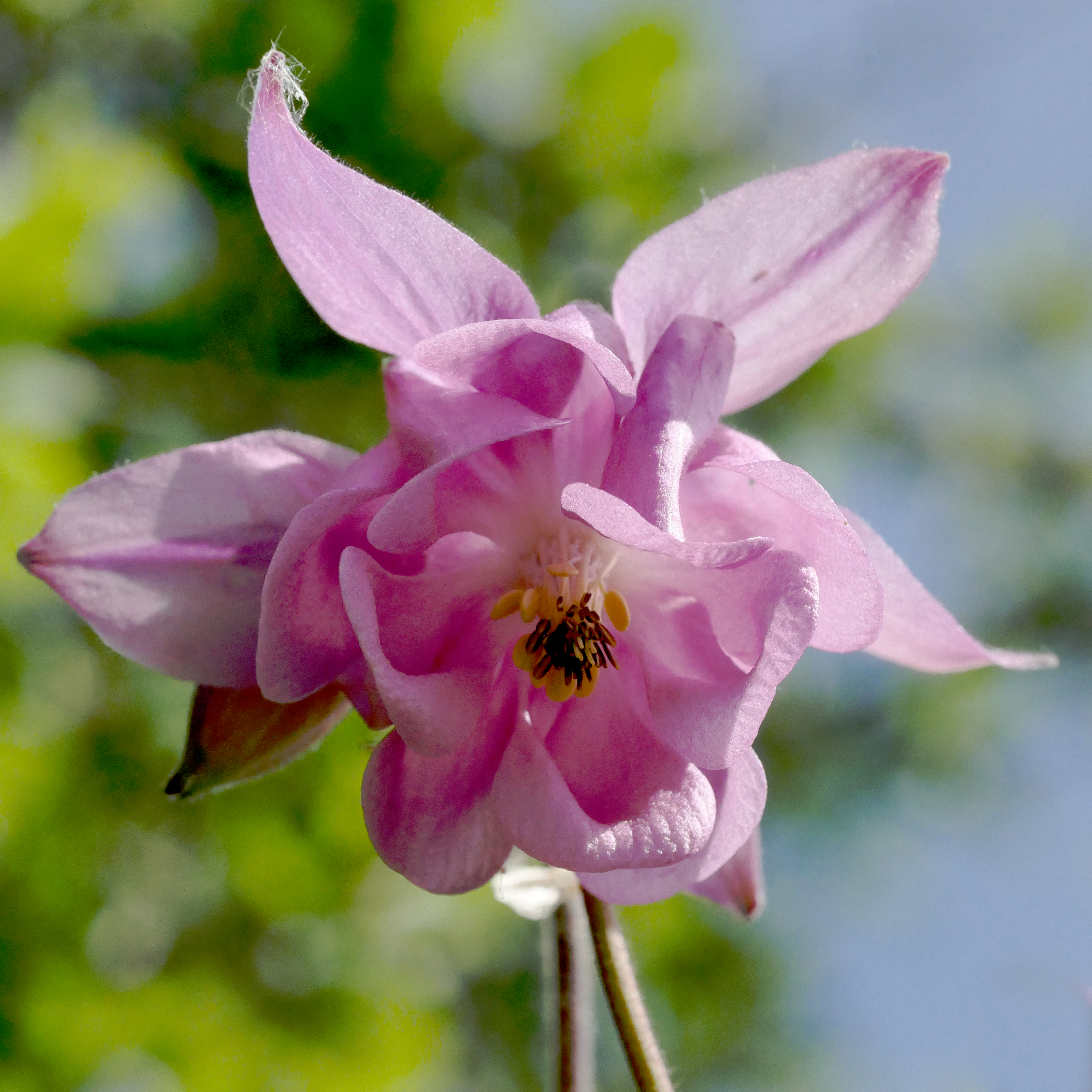
Gewöhnliche Akelei (Aquilegia vulgaris)
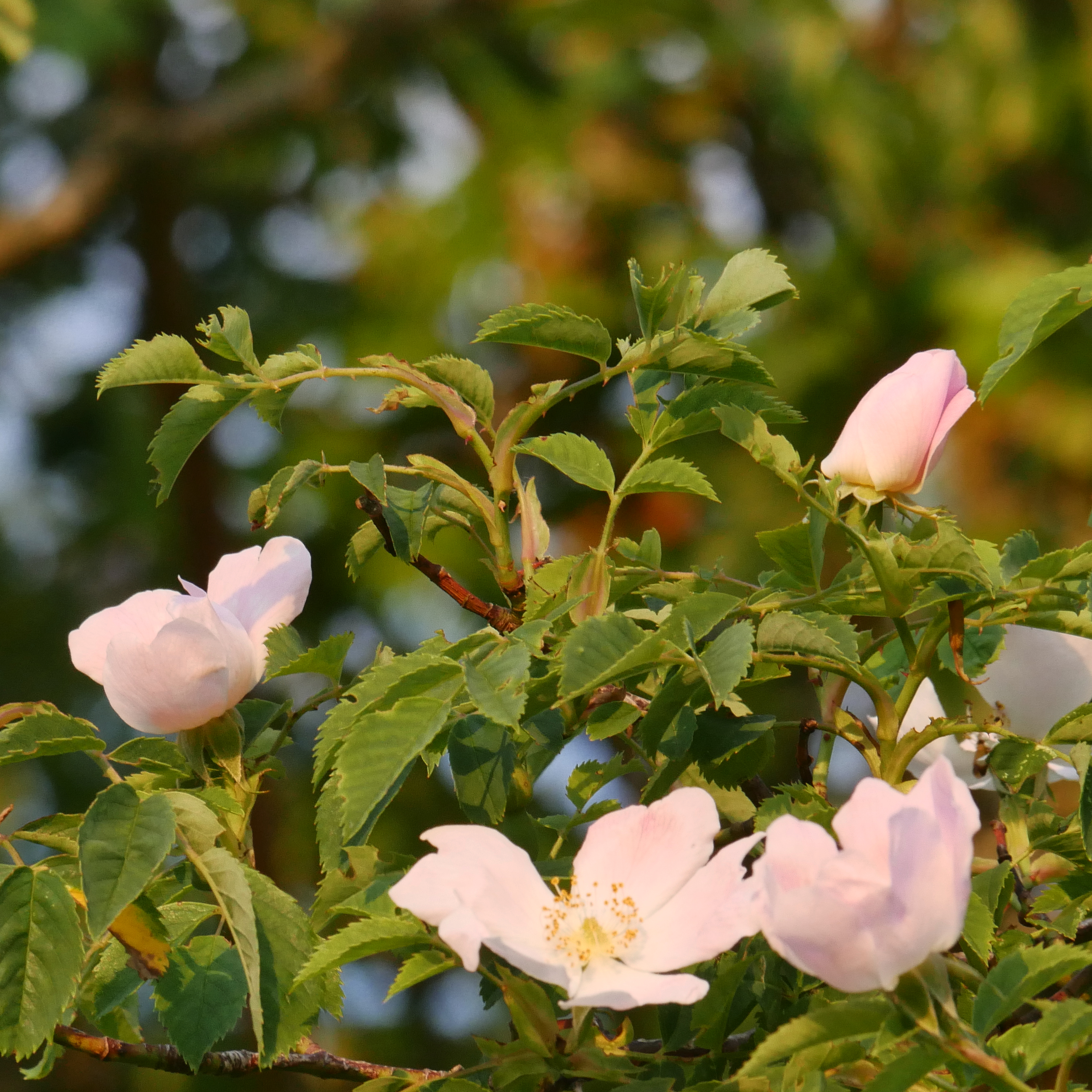
Hecken-Rose (Rosa corymbifera)
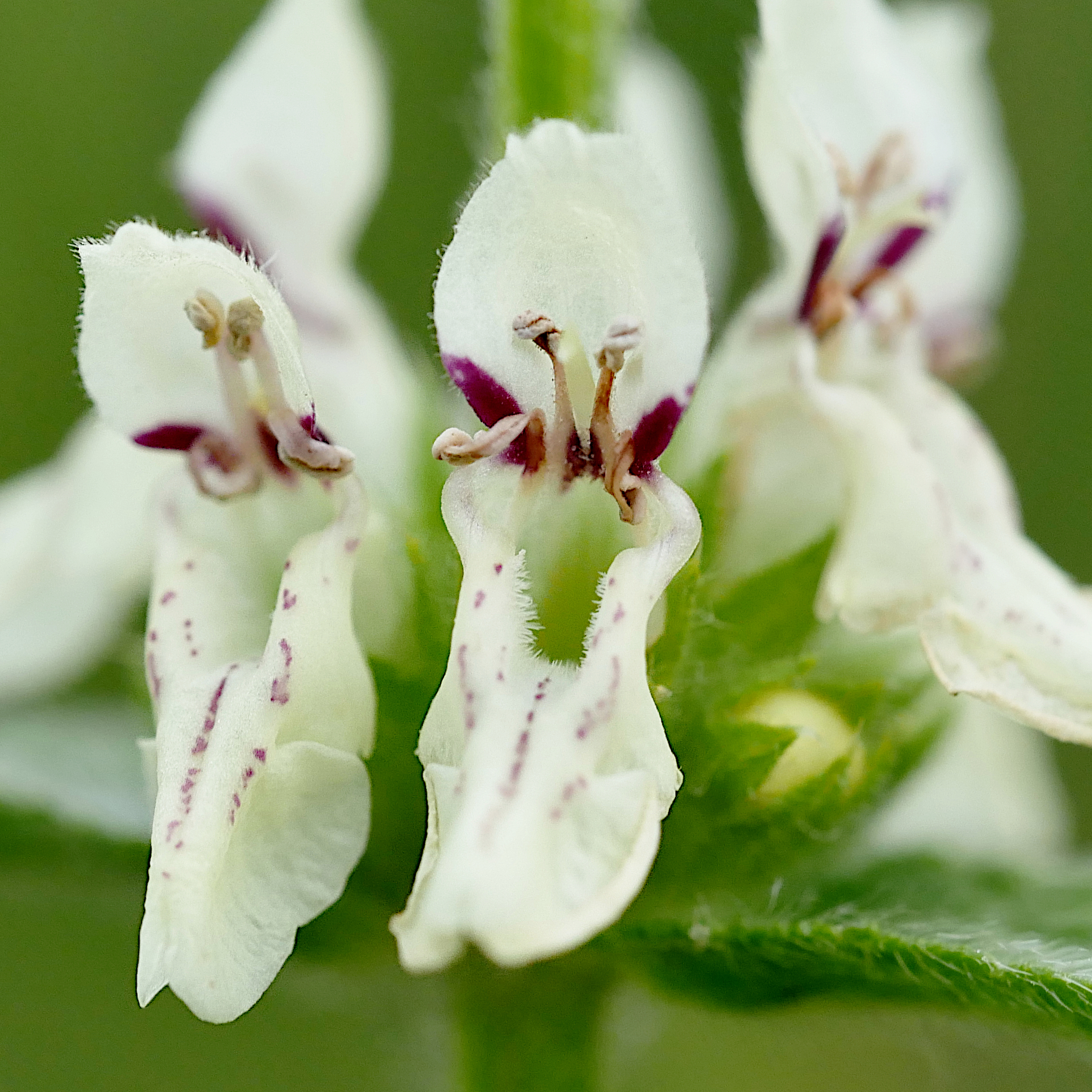
Aufrechter Ziest (Stachys recta)
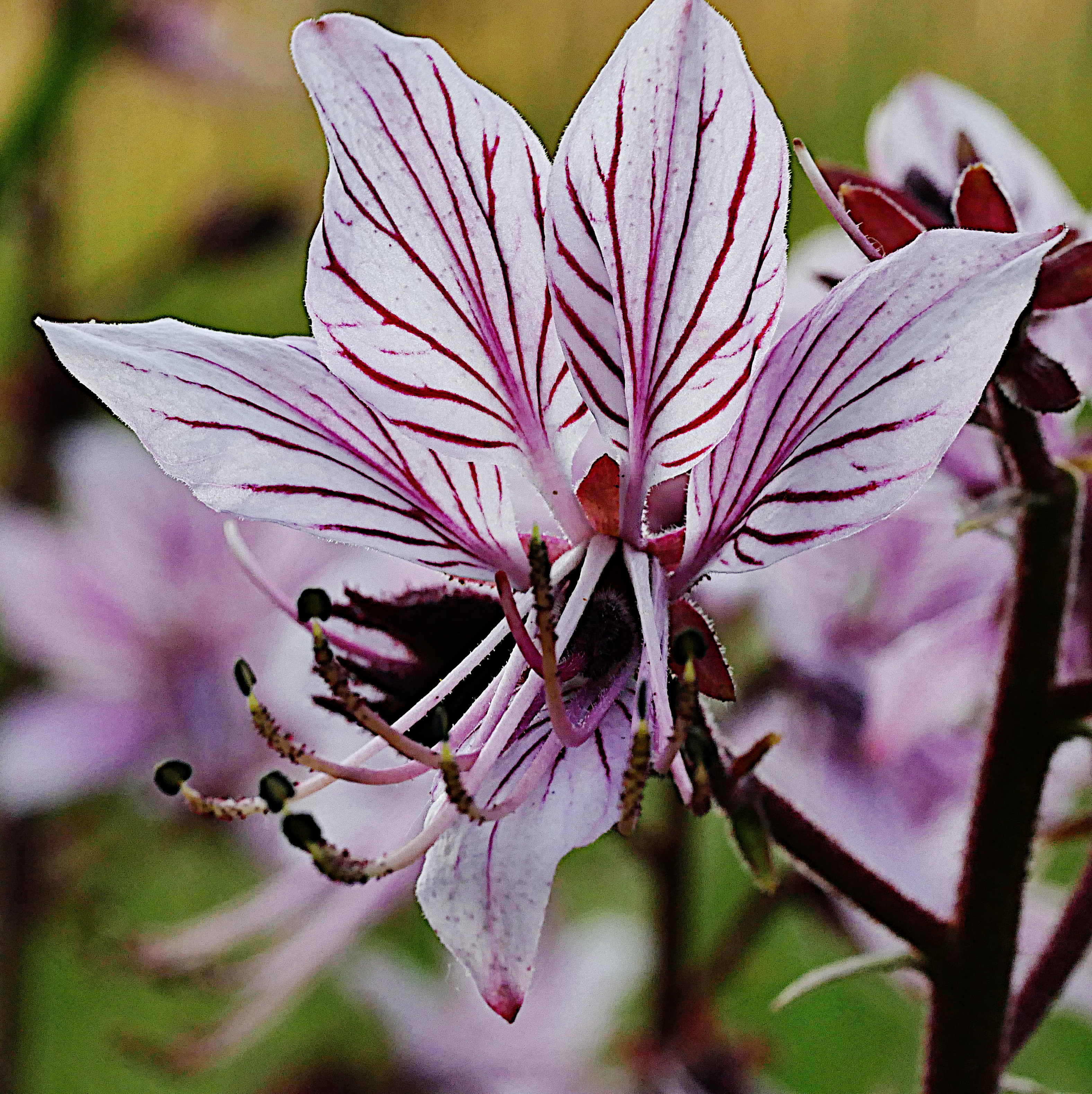
Diptam (Dictamnus albus)
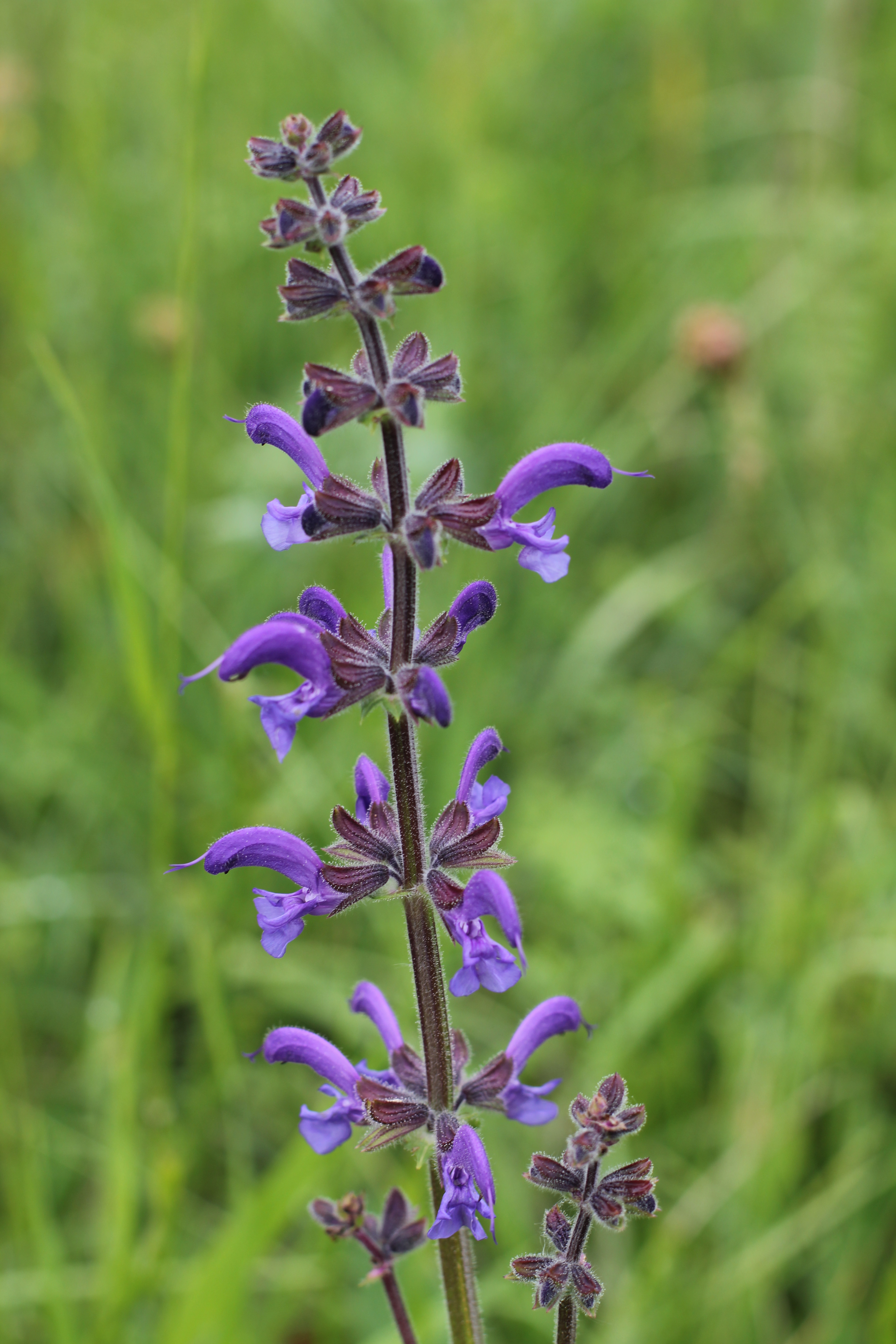
Wiesensalbei (Salvia pratensis)
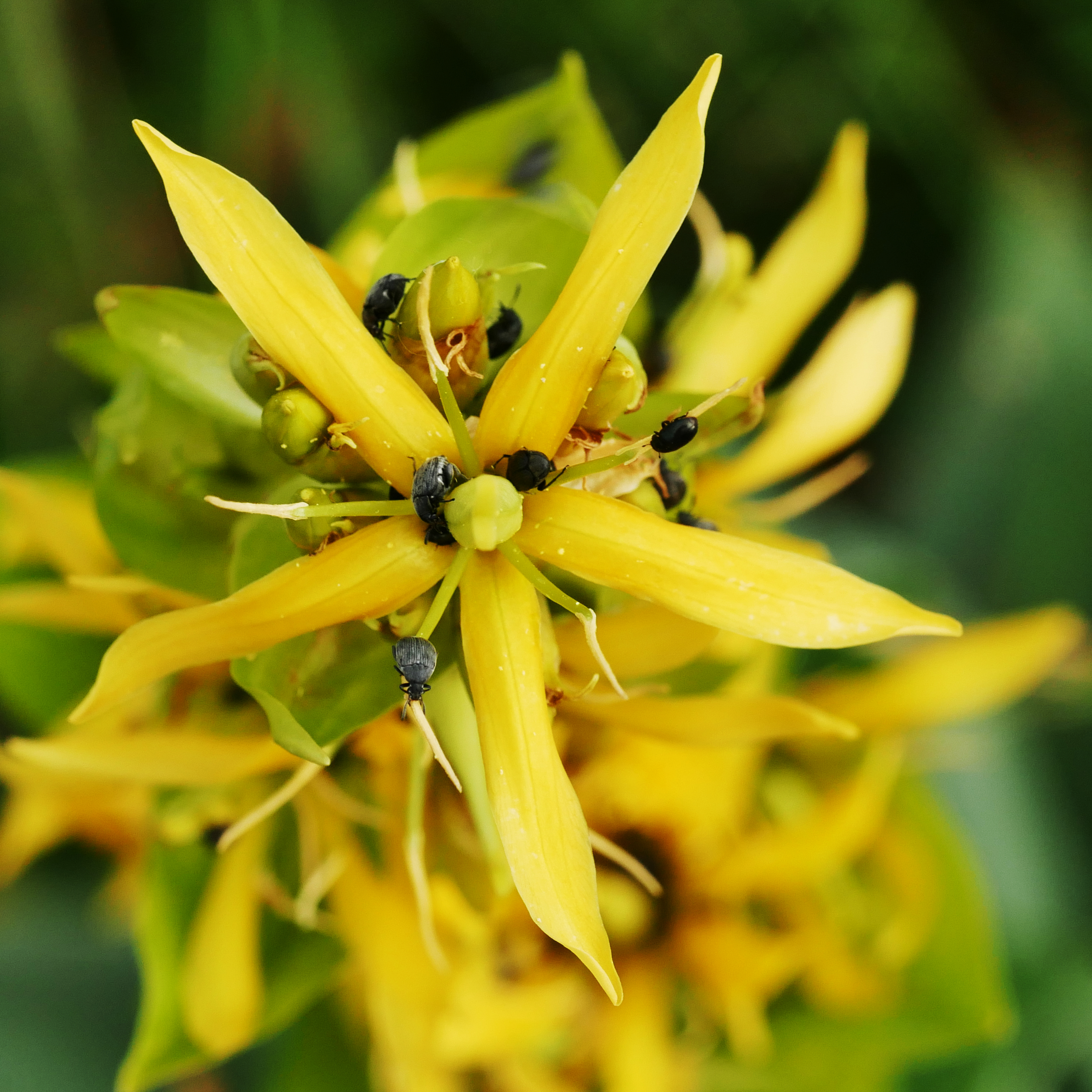
Gelber Enzian, Einzelblüte (Gentiana lutea )
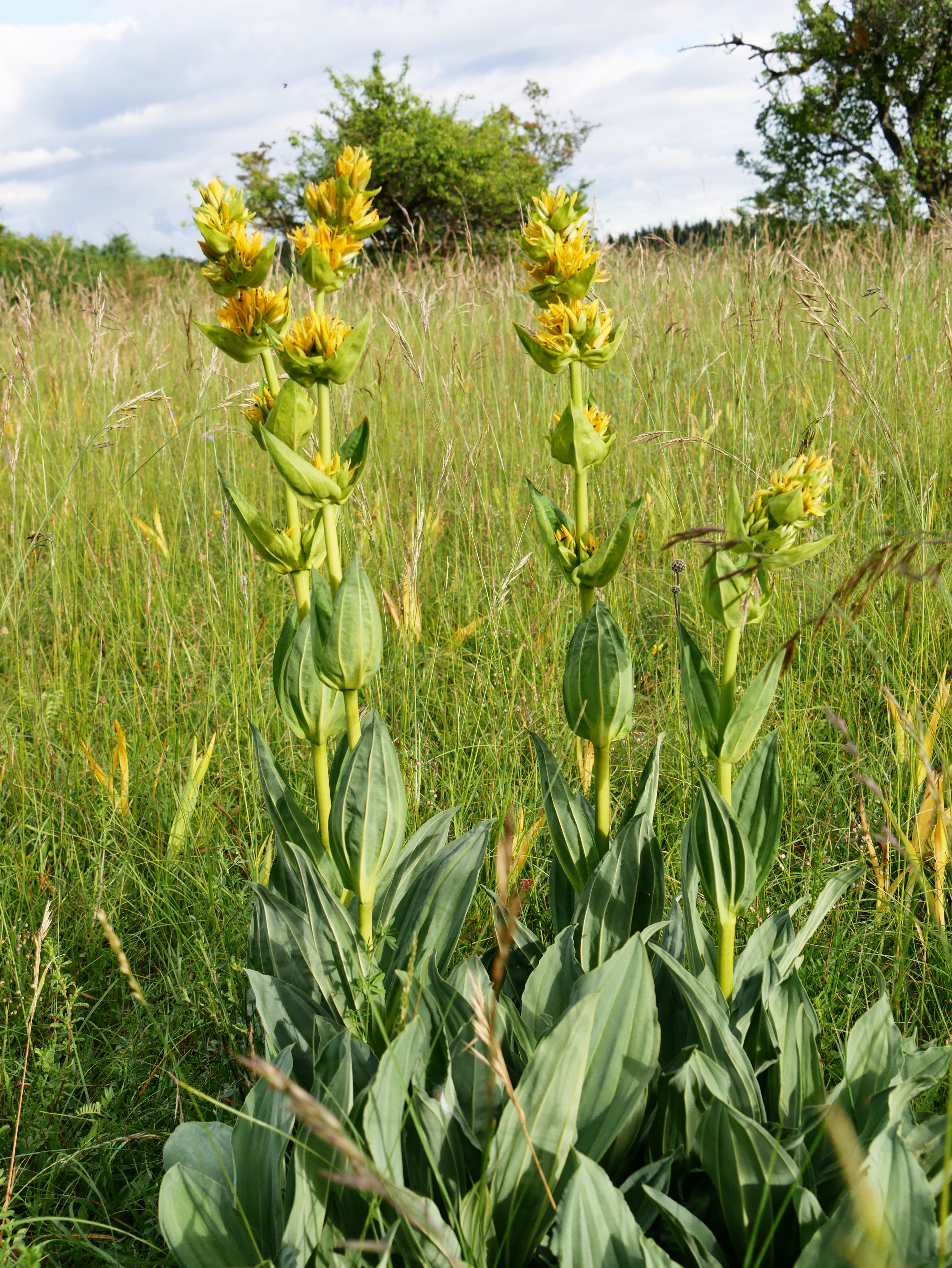
Gelber Enzian (Gentiana lutea ) im Habitat
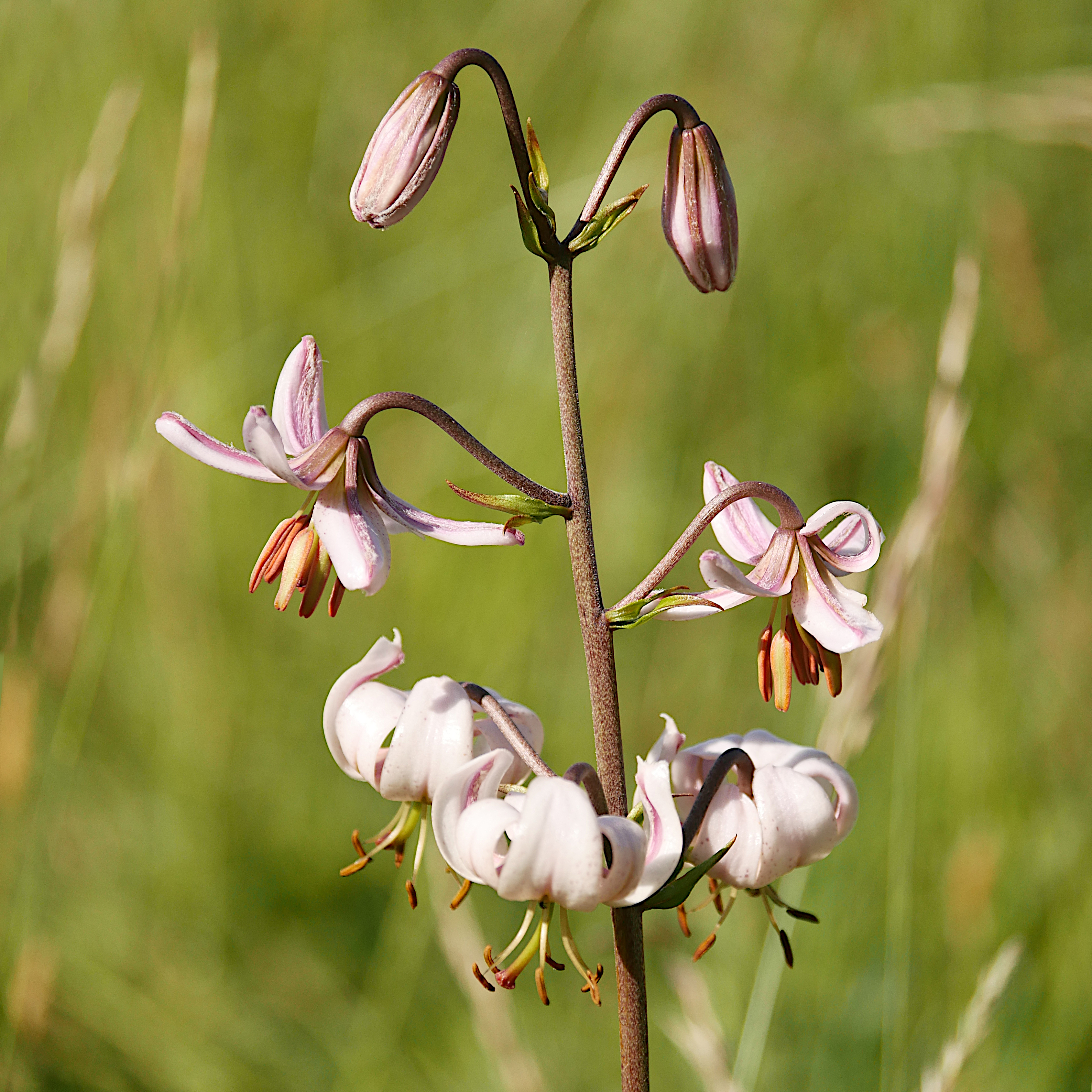
Türkenbund (Lilium martagon)
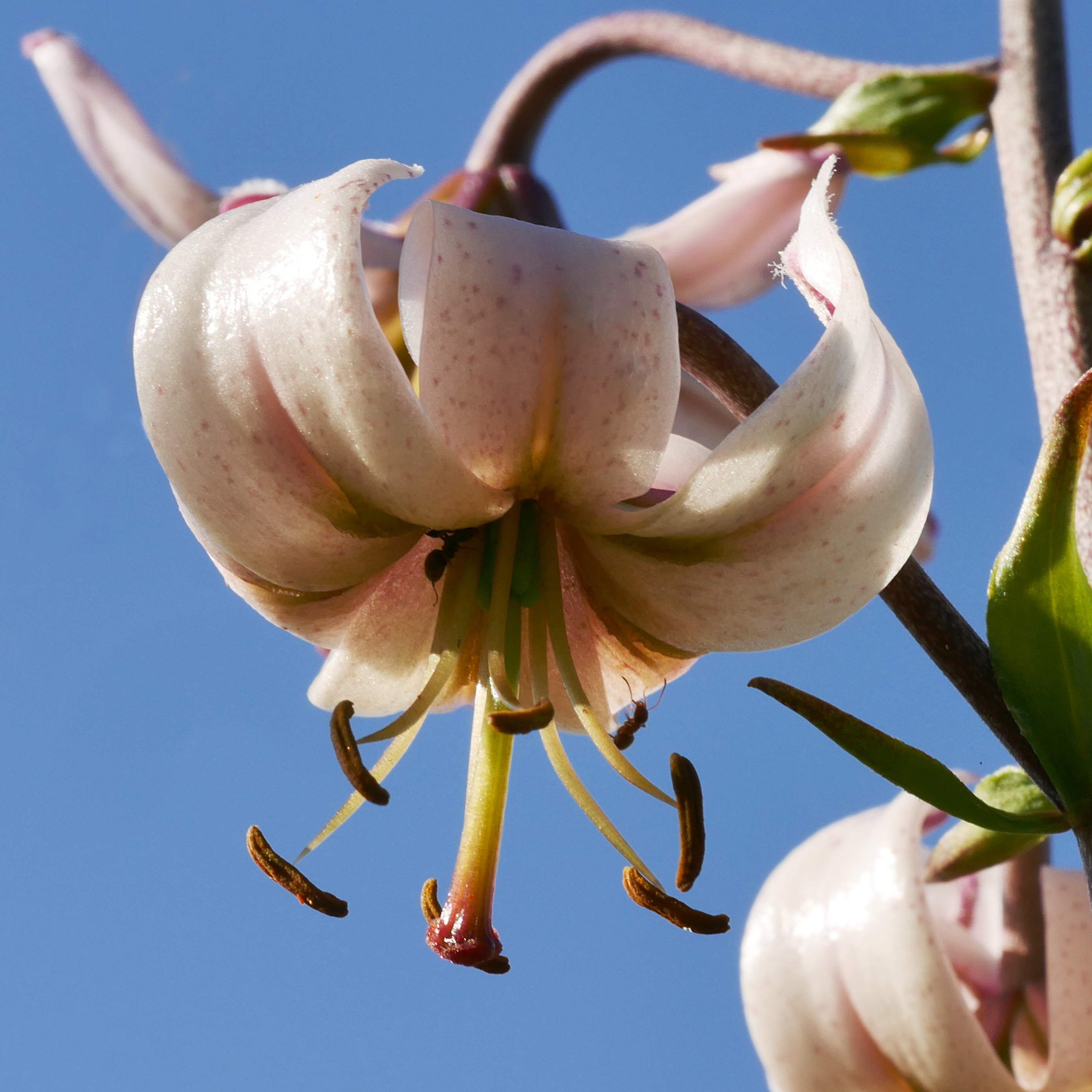
Türkenbund (Lilium martagon)
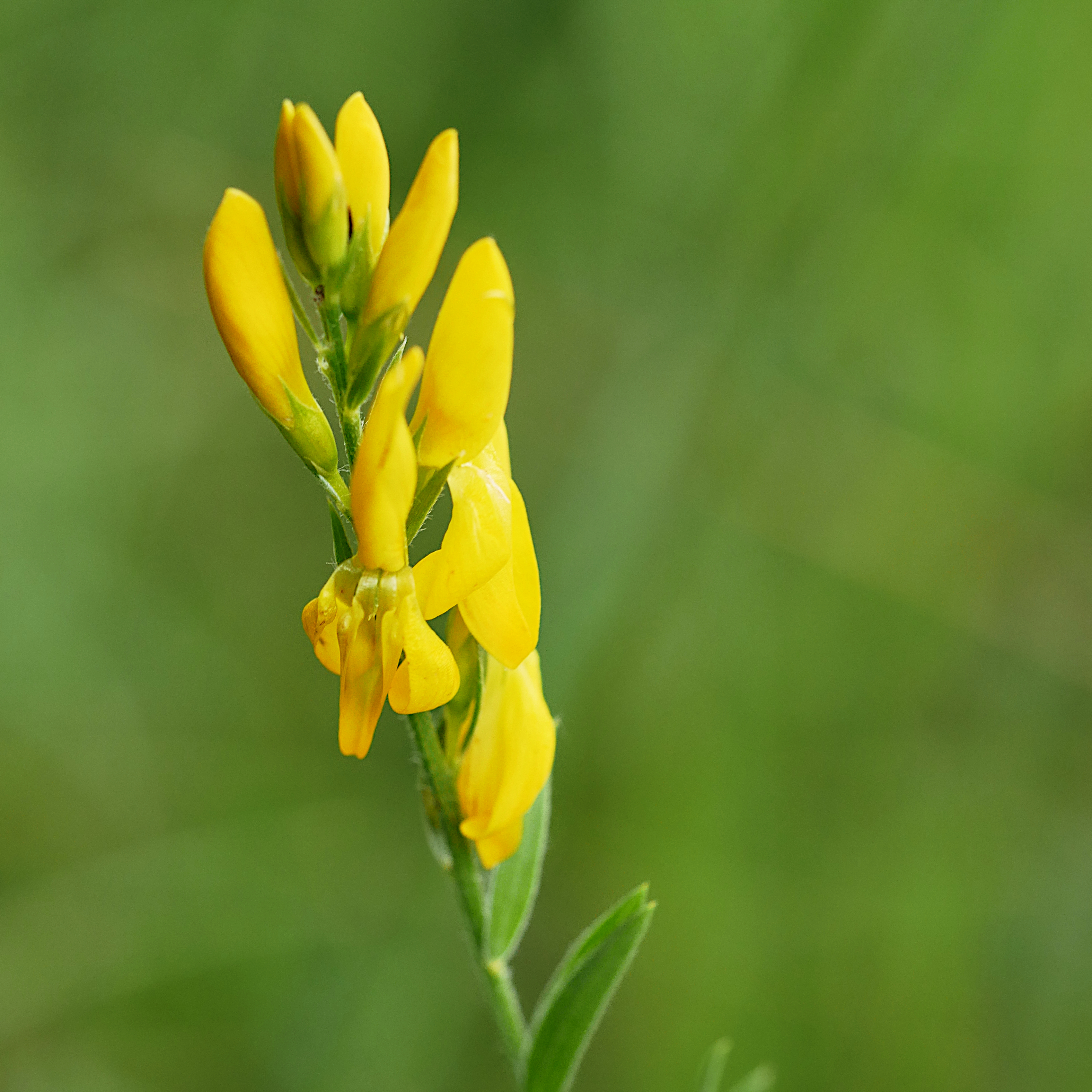
Färber-Ginster (Genista tinctoria)